# الكنيسة المارونية
الكنيسة المارونية أو الكنيسة الأنطاكية السريانية المارونية (سريانية: ܣܘܪܝܝܐ عيثو سُريَيثو مارونَيثو دْأنطيوكيا) هي كنيسة أنطاكيّة، وسريانية، وشرقية، وكاثوليكية، وشبه وطنية؛ اجتمعت نواتها الأولى حول القديس مارون بهيئة حركة رهبانيّة ما لبثت أن ضمّت علمانيين، لذلك دعيت باسمه. وقد أكد المجمع البطريركي الماروني الذي ختم أعماله عام 2006 هوية الكنيسة بأنها: ”كنيسة أنطاكية سريانية ذات تراث ليتورجي خاص“.
يعتبر الموارنة أيضًا من دوحة الكنيسة السريانية تاريخيًا وطقسيًا وثقافيًا، أما إيمانيًا، فهم جزء من الكنيسة الكاثوليكية التي تقرّ بسيادة البابا، رغم ذلك، فللكنيسة المارونيّة بطريركها الخاص وأساقفتها. ويقيم البطريرك في بكركي الواقعة ضمن قضاء كسروان اللبناني، ويعاونه في الإدارة المجمع المقدس، أما الأبرشيات فهي سبع وعشرون أبرشية حول العالم. وللكنيسة المارونيّة رهبناتها الخاصة، وتعتبر الرهبنة اللبنانية المارونية أكبر رهبنة في الشرق الأوسط.
برز الموارنة كجماعة رهبانية ثم طائفة دينية اتفقت مع الملكيين الإنطاكيين على مجمع خلقيدونية مع المحافظة على التراث السرياني خلافًا لسائر الملكيين الذين اندمجوا في التراث البيزنطي كليًا، وفي الوقت نفسه اتفق الموارنة مع الكنيسة السريانية الأرثوذكسية بالحفاظ على التراث السرياني لكنهم حافظوا على وحدة الكنيسة بقبول المجمع الخلقيدوني، و«لو لم يتوفر لهذه الكنيسة الالتقاء مع الكنيسة الكاثوليكية في روما لكان مصيرها كمصير بقية الكنائس التي تعرف اليوم باسم الكنائس الوطنية المستقلة، ولو لم تتمسك بلغتها وطقسها وخطها الحضاري لكان حظها كحظ الكنيسة الملكية التي اندمجت في تراث بيزنطة اندماجًا تامًا».
يعرف أتباع هذه الكنيسة بالموارنة، ويبلغ تعدادهم في العالم أكثر من ثلاثة ملايين نسمة، يعيش ثلثهم تقريبا في لبنان، وإلى جانب تواجدهم في لبنان، يتواجد الموارنة في سوريا. أما عن الاغتراب المارونيّ، فهو يتركز أوروبيًا في فرنسا وأمريكيًا في الولايات المتحدة والبرازيل والمكسيك. كذلك يوجد عدد كبير من الموارنة في أستراليا ودول الخليج العربي وإفريقيا الغربية، وبناءً عليه تعتبر الكنيسة المارونيّة، أكبر كنيسة مشرقيّة داخل النطاق الأنطاكي، وتحل ثانيًا بعد الكنيسة القبطية على مستوى الشرق الأوسط. أيضًا تعتبر الكنيسة المارونيّة أكبر هذه الطوائف من حيث التواصل الجغرافي لأماكن الانتشار.

## التأسيس

### مار مارون

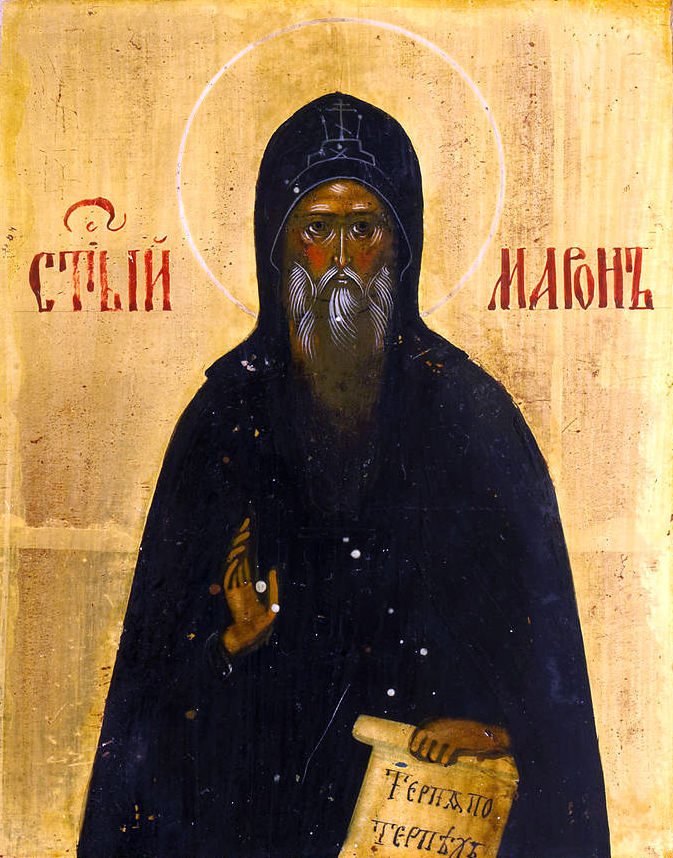
أيقونة روسية للقديس مارون.

في سوريا الرومانية انتشرت المسيحيّة بقوة في الأماكن الساحليّة وبعض المناطق الداخلية بجهود المبشرين الأوائل خلال القرون الأولى وتوسعت بعد مرسوم ميلانو، مع بقاء نفوذ قوي للوثنية لاسيّما في الريف، ومن بين هذه المناطق كانت القورشية حيث نشط مار مارون. إن المرجعين الأساسيين الباقيين عن حياته، رسالة وجهها يوحنا ذهبي الفم من منفاه في القوقاز نحو العام 405؛ وشهادة ثيودوريطس أسقف قوروش، في كتاب أعده خصيصًا للحديث عن الرهبان في القورشيّة وضواحيها؛ ورغم عدم وجود رابط بين مارون يوحنا ذهبي الفم، ومارون ثيودوريطس، إلا أن المؤرخين استبعدوا احتمال وجود مارونيين، في القورشية عاشا خلال الفترة ذاتها، ولم ينل التأريخ سوى واحدًا منها، ما دفع إلى القول أن كلا المرجعين يشيران إلى مارون، أبي الطائفة المارونيّة.
إن رسالة يوحنا ذهبي الفم ذات طابع شخصي، ولا تعطي معلومات وافية عن القديس الذي تسميه «كاهنًا وناسكًا»، في حين أن المرجع الثاني لا يأت على ذكر كونه كاهنًا، لكنه في الوقت نفسه يذكر مصطلحات، تستخدم في اللغة الإكليريكيّة للكهنة وحدهم، وينال المرجع الثاني أهمية خاصة، لأن ثيودوريطس وهو أسقف المكان الذي تنسك فيه «مارون الإلهي» كما يسميه، قد نقل شهادة مقبولة بمقاييس ذلك العصر، عن نشاط الراهب وحياته وتقشفه، وما يمكن قوله عن حياة القديس مارون، في ضوء هذه الشهادة، أنه كان رائدًا في مجال الترهب، إذ إنه ابتكر طريقة جديدة، وهي الترهب في العراء، دون أن يأوي إلى سقف عدا خيمة صغيرة ما كان يستظلها إلا نادرًا، وأنه مارس ضروبًا عديدة من التقشفات، ولم يكن منقطعًا عن المجتمع خلال جميع فترات حياته، إذ عندما انتشر صيت قداسته، وفد الناس إلى الجبل المنسك للقاءه، فكان يعظ الزوار ويرشدهم ويقدم التعزية للمصابين والحزانى، حتى أشيع أن الشياطين نفسها قد تحاشت حضرته، ونتيجة لهذا فقد قصده عدد كبير من الرهبان يودون التتلمذ له، فيجزم ثيودوريطس، أن أكثر نساك منطقة قوروش ساروا على طريق مارون، وأزهروا في مختلف أنحاء سوريا الشمالية. وإثر هذه الحياة الحافلة توفي مار مارون قرابة عام 410 وقامت منازعات على جثمانه بين سكان القرى المجاورة، وسرعان ما اعترفت جميع كنائس ذلك الزمان بقداسته، إذ تقيم الكنيسة الرومانية الكاثوليكية والكنيسة الأرثوذكسية تذكارًا له في 14 فبراير كل عام. أما الموارنة ففي 9 فبراير كل عام.

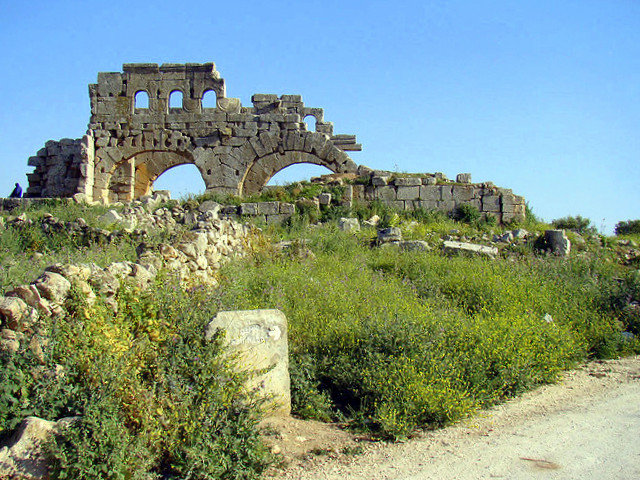
بقايا قوس كاتدرائية براد شمال حلب، حيث ألحق مدفن مار مارون.

وقد تنوعت عبر التاريخ الأماكن المقترحة لتنسّك ومدفن مار مارون وتنوّعت، التنقيبات الأثريّة التي قامت بجهود أبرشية حلب المارونيّة وبالتعاون مع وزارة السياحة السوريّة أثبتت أن المكان هو براد شمال حلب، وذلك استنادًا إلى عدة معطيات توافقية مع رواية ثيودوريطس. أما ذخائر مار مارون، فقد نقل التقليد الماروني، أنها نقلت مع الهجرة المارونيّة إلى لبنان على يد مار يوحنا مارون، حيث وضعت في دير كفرحي، الذي بات اسمه منذ ذلك اليوم «ريش مورن» (بالسريانية: ܪܝܫ ܡܪܢ)‏، أي «هامة سيدنا»، لكن الهامة نُقلت عام 1137 إلى إيطاليا خلال التواجد الصليبي، وأعيدت أجزاء منها إلى لبنان عام 1999، إلى دير كفرحي، من جديد.

### دير مار مارون
التفّ حول مار مارون عدد كبير من الأتباع الرهبان، أولاً في الجبل المنسك ومن ثم في جميع أنحاء القورشيّة. منهم إبراهيم القورشي، الذي أرّخ حياته ثيودوريطس أيضًا، وذكر خبر انتقال إبراهيم إلى لبنان مبشرًا حيث أقام في أعالي منابع نهر أدونيس، ما أدى أن يطلق على النهر تسمية نهر إبراهيم، ولم يكن تلاميذ مار مارون حكرًا على الرجال بل تواجد عدد من النساء الراهبات، وكان لهؤلاء الرهبان بدورهم تلاميذ أيضًا.
ومن الثابت أنه خلال الفترة القريبة من مجمع خلقيدونية، تجمع رهبان مارون المشتتين في مختلف البقاع ضمن دير واحد وصفه بعض المؤرخين بكونه «عظيم البنيان» ومنهم المؤرخ أبي الفداء الذي أضاف في شهادته أنّ من بنى الدير هو الإمبراطور مرقيان، ما زاد في أهميته لكونه قد بني بأمر إمبراطوري. ويضيف أبو الفداء أن هذا الدير كان من المنافحين عن صيغة خليقدونية في الإيمان والتي كان البابا ليون الأول أبرز من شرحها في رسائله المعروفة في التاريخ باسم «طومس لاوون»؛ وتشير دراسات حديثة صادرة عن معهد الأبحاث المارونية في جامعة الروح القدس إلى دور لثيودوريطس نفسه في التشجيع على بناءه. ويقدم المؤرخ العباسي المسعودي وصفًا أكثر دقّة للبناء فيقول أن ما لا يقل عن ثلاثمائة صومعة كانت محيطة به، ولم يحسم بعد الجدل الحاصل في تحديد الموقع الدقيق لمكان بناء هذا الدير الذي دمّر أواخر القرن العاشر، لكن من المتفق عليه أنه بني في مكان ما في أفاميا قرب نهر العاصي. إن الدير لا يكتسب أهميته فقط لكونه نواة الكنيسة المارونيّة، بل لأنه يوصف أيضًا في مراسلات الأقدمين، بأنه عظيم الأديرة في سوريا الجنوبية، وبالتالي، من خلال هذا الدور الريادي المنسوب له على سائر الأديرة، يمكن فهم الطريقة التي تكونت بها المارونيّة في القرنين اللاحقين بوضوح أكثر.

### صيغة إيمان الدير

#### العلاقة بمجمع خلقيدونية

طيف الجدال المسيحي حول طبيعة يسوع بين القرنين الخامس والسابع.

يعتقد البعض من المؤرخين أمثال متي موسى أن الرأي القائل بخليقدونية دير مارون قد ظهر خلال القرن السادس عشر على يد تلامذة الجامعة المارونيّة في روما، تحديدًا على يد الأسقف جبرائيل القلاعي. وسعى كثيرون من البحاثة، إثبات ذلك الرأي، من خلال تفنيد المراسلات التي تثبت خليقدونيته المبكرة، لكن قسمًا آخر من البحاثة، أبدوا تأييدًا للرأي الكنسي التقليدي وبدورهم قدّموا عددًا من الوثائق التي تثبت هذه الخليقدونية، أبرزها رسالة رهبان الدير أنفسهم إلى البابا هرمزدا في خريف سنة 517 إثر تعرضهم لكمين على يد ساويريوس بطريرك أنطاكية المناوئ للخليقدونية حينذاك، وردّ البابا على هؤلاء الرهبان برسالة مؤرخة في فبراير 518. وقع من رهبان الدير 350 راهبًا في هذا الكمين، ولم يشكك غالبية المؤرخين بوقوع هذه المجزرة، لكونها قد وقعت في فترة مضطربة من تاريخ الكنيسة، اعتادت خلالها السلطة سواءً أكانت للخليقدونيين أم مناوئيهم استخدام مثل هذه الأساليب؛ وتقيم الكنيسة الكاثوليكية تذكارًا لهؤلاء في 31 يوليو كل عام.
أما عن الأدلة الأخرى التي تثبت خليقدونية دير مارون، هي رسالة رهبان دير مارون إلى مناوئيهم رهبان بيت أرباز نحو عام 592، وكذلك مراسلات مجمعي سنتيّ 518 و536 في القسطنطينية وهي تشمل عدة رسائل موجهة لبطريرك القسطنطينية مينا والبابا أغابيتس والإمبراطور يوسطيان الأول، وهناك أيضًا المجمع المحلي الذي عقد في سوريا الجنوبية إثر إدانة ساويرس الإنطاكي وعزله عام 518، فالراجح والمتفق عليه، أن الدير أقله حتى القرن السابع، قد ظل خليقدوني المعتقد. ويذكر أن البطريرك ساوريرس لم يدن لارتكابه المجزرة بل أدين لآرائه اللاهوتية المنافية لصيغة خليقدونية، ويذكر أيضًا أنه لدى حرمه العام 518 هرب إلى مصر وأقام هناك، وأدار من منفاه عددًا من الكنائس والأديرة في سوريا وبعض مناطق العراق، البعيدة عن سطوة الإمبراطورية البيزنطية منشأً بذلك الكنيسة السريانية الأرثوذكسية.
إن هذا الانقسام، ساهم في تعزيز موقع دير مارون، كقائد للقسم السرياني من الكنيسة الخليقدونيّة، التي كانت قد اصطبغت أكثر فأكثر بالصبغة اليونانية حتى طغت عليها، وساهم أيضًا في تسريع نشوء الطائفة المارونيّة خلال القرن التالي، وهذه الأحداث تلقي الضوء أيضًا على طبيعة ريادة دير مارون لسائر أديرة سوريا الجنوبية، ففي المراسلات السابق ذكرها، يوقع ممثلو الدير بكونهم اكسرخسًا، أي الرقيب أو الدير المتقدم على سائر الأديار في منطقته، ومن المعروف على ما نقله المؤرخ وبطريرك الإسكندرية الملكي سعيد بن البطريق، أن الامبراطور هرقل شخصيًا زار الدير عام 628 وأقام فيه قبيل إعلانه المونوثيلية، أما عن علاقة ثيودرويطس والدير، فيمكن استقائها من رسالة دير أرباز نفسها، فيصف الرهبان المناوئون خصومهم، بفرع المرارة التي أنبتها ثيودوريطس.

#### الصيغة المونوثيلية

أيقونة مارونية تظهر المسيح محاطًا بالملائكة، بينما يقف إلى يمينه ويساره مار مارون ومار بطرس والملاكان جبرائيل وميخائيل، أما في القسم السفلي من الأيقونة تظهر مريم العذراء ومع حشد من المؤمنين، وقد كتب السريانية والعربية واليونانية، «قدوس».

شهدت بداية القرن السابع قد شهدت الحروب البيزنطية الفارسية والتي تمكن من خلالها الفرس من احتلال سوريا الرومانية بين 611 - 615، ناشرين الدمار والنهب حيثما حلّوا، بكل الأحوال فقد تمكن خلال العقد التالي الإمبراطور الجديد هرقل استعادة ما فقدته الإمبراطورية خلال الحرب وإبرام اتفاق سلام عام 628. أراد الإمبراطور إنهاء الخلاف حول مجمع خلقيدونية بإن اجترح صيغة جديدة قائمة على القول بمشيئة واحدة في المسيح، وفي سبيل ترويجها زار دير مارون عام 628 فاستقبله الرهبان بحفاوة بالغة وقبلوا صيغته الجديدة أسوة بسائر الملكيين في أنطاكية وكذلك القسطنطينية وروما، وأقطع هرقل رهبان الدير مساحات واسعة من الأراضي، وخوّلهم إدارة كنائس عديدة في حمص ومنبج ومعرة النعمان وشيزر وغيرها من المناطق الداخلية في سوريا لاسيّما بعد أن رفض أثناسيوس الجمّال وسائر المناوئين لمجمع خلقيدونية صيغة الإمبراطور عام 631؛ ويذكر ميخائيل الكبير نقلاً عن التلمحري أن رهبان بيت مارون لم يقبلوا المجمع الخلقيدوني سوى بعد زيارة الإمبراطور المذكورة، وهي رواية ضعفها العديد من المؤرخين المعاصرين ومنهم أسد رستم: «إن ما نقله ميخائيل الكبير، يشير إلى أنّ قبول الرهبان الحل الذي حمله هرقل أي المجمع الخليقدوني مزيدًا عليه المشيئة الواحدة، وإلا غدا استقبالهم الإمبراطور بحفاوة، ضربًا من المجاملة لا يستحق». وبينما يشير التلمحري إلى وقوع اضطهاد على السريان الأرثوذكس بعد الزيارة الهراقلية المذكورة، فإن سواه من المؤرخين لا يشير إلى وقوع اضطهاد «بجدع أنف ومصادرة أملاك كل من رفض القول بمجمع خلقيدونية والمشيئة الواحدة»، وهو ما دفع أيضًا لاعتبارها رواية ضعيفة، بكل الأحوال فإنّ القرن السابع وما حمله من إدارة رهبان بيت مارون لرعايا واسعة في مناطق مختلفة من سوريا الداخلية، شكّل انعطافًا مهمًا في تشكيل الكنيسة المارونية قبل نشوء بطريركية مارونية مستقلة لاحقًا؛ ويشير بعض المؤرخين أنّ مصطلح موارنة، قد ظهر خلال هذه الفترة متوازيًا مع ظهور مصطلح «ملكيين»، تمييزًا لمتبعي الطقوس البيزنطية عن متبعي الطقوس السريانية ممن والوا مجمع خلقيدونية.
كذلك فقد شهد النصف الأول من القرن السابع الفتح الإسلامي للشام وسقوط سوريا الرومانية سقوطًا نهائيًا؛ وتشير مصادر تاريخية متعددة أنّ مسيحيي سوريا سواءً من القبائل العربيّة أو السريان قد رحبّوا بالفتح، وبكل الأحوال فقد مكثت السريانية لغة التخاطب اليومية في غالب الهلال الخصيب حتى نهاية القرن الثاني عشر وعصر الغزوات المغولية، كما قدر باحثون أمثال هنري لامنس وفيليب حتي أعداد المسلمين بختام العصر الأموي بما لا يتجاوز 12% من مجموع سكان الهلال الخصيب. ولا يوجد الكثير من المصادر عن طريقة تجاوب الموارنة مع الفتح، باستثناء ما ذكره ميخائيل الكبير نقلاً عن التلمحري بخصوص مناظرة بين رهبان بيت مارون بوصفهم مؤيدين للمجمع الخلقيدوني ورهبان سريان معارضين للمجمع الخليقدوني بحضور معاوية بن أبي سفيان، استشهد خلاله رهبان بيت مارون بنشيد للقديس أفرام السرياني يذكر فيه «طبعين في المسيح» ما دفع الخليفة لاعتبارهم فائزين في المناظرة، آمرًا بأن يمنح رهبان بيت مارون إدارة مزيد من الكنائس التي كان يديرها معارضي المجمع الخلقيدوني وأن تجبى من الخاسرين ضريبة بعشرين ألف دينار.

### نشأة البطريركية والانتقال إلى لبنان

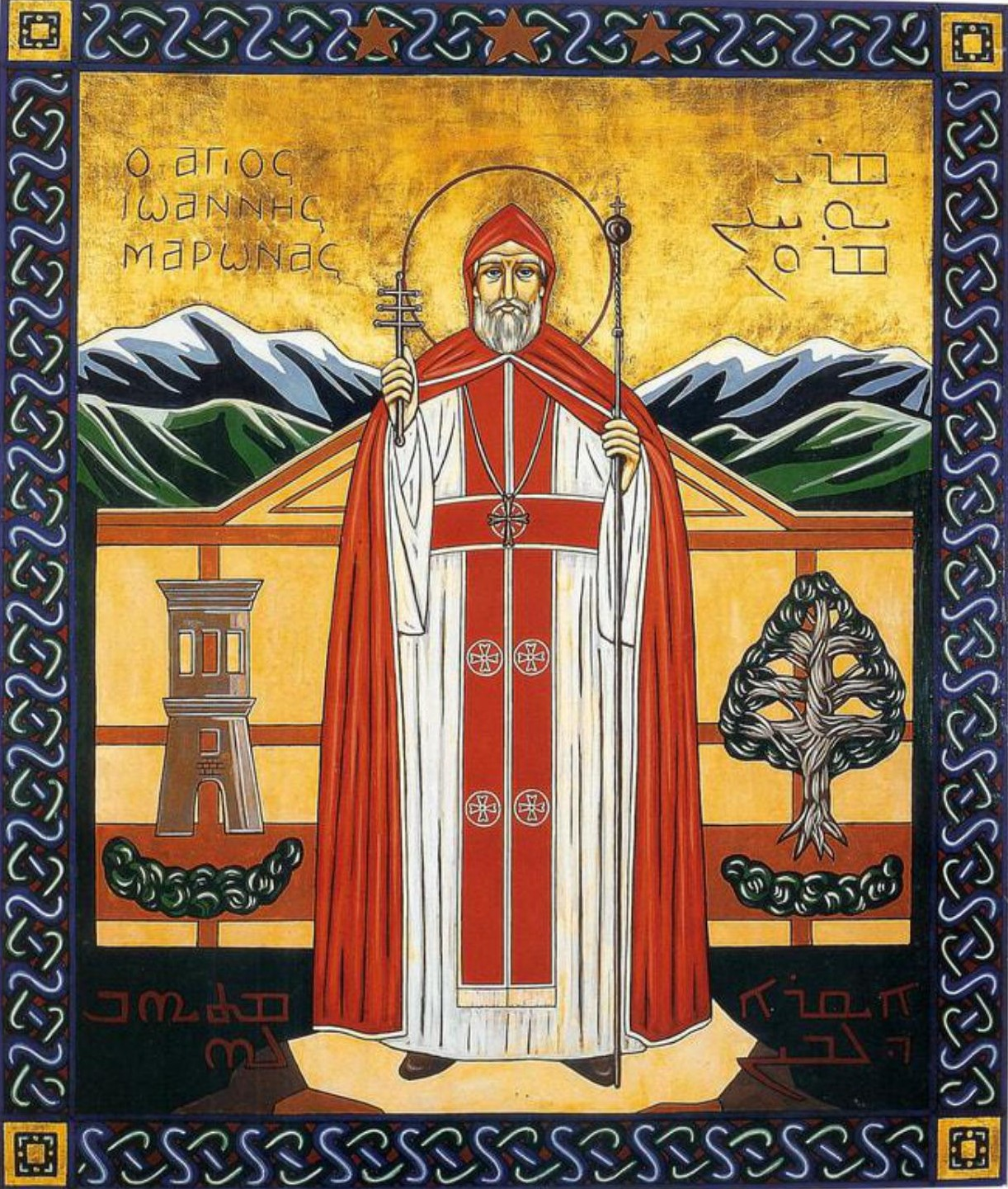
مار يوحنا مارون، البطريرك الأول والثالث والستون بعد القديس بطرس، وقد كتب أسفل الأيقونة، مجد لبنان له أعطي.

إثر الفتح الإسلامي، فقد الملكيون البيزنطيون حظوتهم لدى السلطة لأن الخلفاء الأمويين تخوفوا من الرابط بين الملكيين وبيزنطة، فمُنع الملكيون من إقامة بطاركة لهم، فأقام الأباطرة البيزنطيون بطاركة إسميين لأنطاكية في القسطنطينية، وظل الشغور ما يفوق الأربعين عامًا، وبعضًا من هؤلاء البطاركة عينوا تعينًا ولم ينتخبوا انتخابًا، وسوى ذلك فإن أغلب سكان الرعيّة الأنطاكية، سيّما في الأرياف إن كانوا خليقدونيين فهم من الموارنة لا من الملكيين؛ في هذه الظروف اجتمع أساقفة دير مارون وربما عدد آخر من الأساقفة وانتخبوا في دير مارون يوحنا مارون بطريركًا قرابة عام 685 إثر وفاة البطريرك ثيوفانس في القسطنطينية وشغور الكرسي الإنطاكي، فأصبح الموارنة بذلك طائفة وفق المفهوم المتوافق عليه للكلمة، وبحسب الاعتقاد السائد في الكنيسة فهم قد ورثوا رئاسة الكرسي الأنطاكي.
بكل الأحوال، فإن الوثائق والمعلومات عن يوحنا مارون وبطريركيته لا تتوافر أدلة موثوقة عنها، فالوثائق القديمة وإن كانت تشير إلى بطاركة موارنة في القرن الثامن لكنها لم تشر إلى أعمالهم أو أسمائهم؛ هناك مرجع وحيد يسميه الدويهي «معتقد اليعاقبة»، يذكر شخصًا باسم يوحنا مارون كان أسقفًا على البترون التي تحوي دير ريش مورو، تلقى رسامته الأسقفية على يد مبعوث بابوي إلى المشرق، أما عن عقيدته فهي الديوثيلية، أي أنه لم يكن مونوثيليًا، لكن ما يزيد الأمر تعقيدًا تضارب رواية البطريرك الدويهي والسمعاني وهما من كبار المؤرخين الموارنة في سيرهما حول بطريركية يوحنا مارون ومؤلفاته، فلا يسع في ظل غياب المراجع والوثائق وتضارب الروايات إلا القول بأن الموارنة تولوا شؤون الكرسي الأنطاكي أواخر القرن السابع على الأرجح، وكان أول من تسلم زمام الكرسي الإنطاكي يوحنا مارون.
عندما عادت حظوة الملكيين لدى الخلفاء الأمويين سمح مروان بن الحكم عام 745 برسامة بطريرك لهم هو ثيوفلاكت بن قنبرة، فقاد البطريرك الجديد حملة على دير مارون على العاصي لكن حملته هذه قد فشلت ولم تحقق أهدافها، وفي إثرها أخذ الموارنة والملكيون ببناء كنائس منفصلة، في المناطق المختلطة بينهم كمدينة حلب. ولم يذكر مؤرخ هذا الحادث، أثناسيوس التلمحري، أن في الدير بطريركًا لأن البطريرك كان قد انتقل إلى شمال لبنان؛ ويذكر التلمحري عدة أسباب لهذه الحملة منها أسباب طقسية كاستعمال الموارنة للتقديسات الثلاث، ومنها عقائدية تتعلق بالمونوثيلية، ومنها رغبة الملكيين بالاحتفاظ بالكرسي الأنطاكي الذي كان قد آل إلى سيطرة الموارنة، ويمكن القول أنه وإثر هذه الحملة ومثيلاتها التي كررها البدو والسلاطين خلال فترة اضطهاد المسيحيين بدءًا من عهد المتوكل على الله، فقد دمر دير مارون، وأخذ الموارنة يتحولون تدريجيًا نحو جبال لبنان، فالمسعودي يذكر أن دير مارون والصوامع المحيطة به قد دمرت من جراء غزوات البدو وظلم الحكام، ولم يبق من الموارنة في وادي العاصي نحو سنة 956 - سنة وفاة المسعودي - سوى جماعات صغيرة متفرقة أما القسم الأكبر فقد كان في جبال لبنان الشمالية، حيث يذكر المستشرق جورج تشالنكو أن النزوح هذا ساعد في الحفاظ على هوية الطائفة، فتنظم الموارنة في ظل الجبال، التي حوت لاحقًا أقليات الأخرى، ضمن مجتمع بيروقراطي منظم بقيادة الإكليروس وكبار العائلات تنظيمًا قويًا، ولم تكن طبيعة جبال لبنان تسمح بقيام المدن فقامت القرى الكبيرة عوضًا عنها. ويعود لتلك الفترة أيضًا انتشار الكنيسة المارونية في قبرص.

## القرون الوسطى

### المردة وثورة المنيطرة
ليس هناك أية معلومات تتحدث عن البطاركة الموارنة في القرون الوسطى المبكرة إلا أنه من المعروف أنهم أقاموا في دير سيدة يانوح قرب جبيل؛ إن أقدم الوثائق الموجودة اليوم تعود إلى زمن البطريرك يوسف الجرجسي عام 1100، أما من سبقه من البطاركة فهناك لائحة بأسمائهم فقط دون أعمالهم عثر عليها البطريرك الدويهي في دمشق مكتوبة بالسريانية.
ذهبت بعض المصادر المارونية المتأخرة إلى نسبة الموارنة إلى المردة، الأمر الذي أبطلته كافة البحوث الحديثة. وخلال هذه الفترة نشبت ثورة المنيطرة أوائل العهد العباسي والتي حفظت في الزجليات الشعبية وما يثبتها تاريخيًا فتوى الإمام الأوزاعي بمنع المساس بمسيحي جبل لبنان، ورغم هذه الثورة فلم تكن العلاقة بين الموارنة والعباسيين سيئة للغاية فقد ذكر التاريخ ثيوفيل بن توما الماروني الذي عمل ككبير علماء الفلك لدى الخليفة العباسي المهدي، وقيس الماروني الذي صاغ كتابًا عن العالم مبتدئًا بالخليقة ومنتهيًا بخلافة المكتفي، بيد أن القرنين العاشر والحادي عشر كانا شديدي الظلمة بالنسبة للتاريخ الماروني قبل أن تتحسن الأمور مجددًا مع العصر الصليبي؛ على الصعيد الطقسي فإن مرحلة ما بعد الاستقرار في لبنان شهدت بداية تشكل ملامح الطقس الماروني، وإن كان لا يمكن تتبع تطور الطقس بالتفصيل، فكل ما يمكن الاستدلال عليه من الوثائق العائدة لتلك الفترة بأنّ الطقس كان جزءًا من الطقس السرياني الغربي الإنطاكي مع تأثره بالطقس السرياني الشرقي الرهاوّي المنتشر في كنيسة المشرق.

### الصليبيون والمماليك
انطلقت الحملة الصليبية الأولى بمباركة البابا أوربان الثاني عام 1096، من أوروبا عبر أراضي الإمبرطوريّة البيزنطية، ووصلت إلى سهول كليكية عام 1097 ومنها اجتازت جبال طوروس تجاه أنطاكية التي سقطت بأيديهم في حزيران سنة 1098، وسار الصليبيون على الطريق الساحلي جنوبًا وبلغوا طرابلس في ربيع عام 1099 حينئذ حصل الاتصال الأول بين الموارنة والصليبيين في بلدة عرقا شمال لبنان، ولم يكن الموارنة هم السباقون، كما هو شائع لاستقبال الصليبيين، إذ سبقهم إلى ذلك ابن عمار صاحب طرابلس الفاطمي، وقدم لهم الهدايا وزودهم بالمؤن.، ذلك إن الاضطهادات العباسية لمختلف الأقليات لم تترك لهم مواليًا في الداخل.

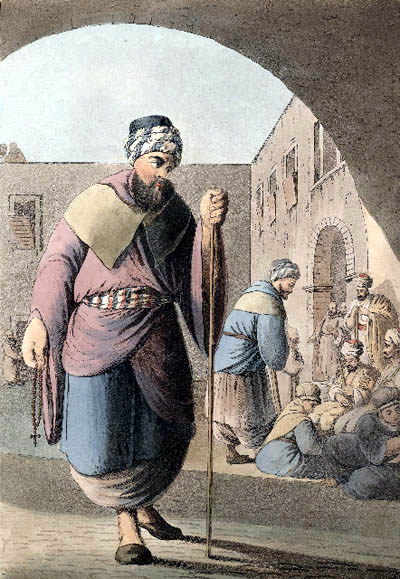
راهب ماروني من جبل لبنان.

واستمر الصليبيون بالزحف ووصلوا القدس في حزيران واقتحموها في تموز سنة 1099، أما عن الموارنة خلال هذه الفترة فيقدم المؤرخ والأسقف ويليام الصوري شهادة هامة عنهم: يخبر ويليام الصوري أن أربعين ألفًا من الموارنة ساعدوا الجيش الصليبي، في مختلف الأصعدة، ويبدو الصوري سعيدًا بهذه العلاقة، وقد تمتع الموارنة بالحقوق الكاملة في ظل الدولة الصليبية، ويذكر أيضًا، في شهادته أن الموارنة قد كانوا مونوثيليين - صيغة هرقل في المشيئة الواحدة- لكن شهادته في هذا المضمار مشكوك بصحتها، إذ إنها استندت إلى شهادة سعيد بن بطريق بطريرك الإسكندرية الملكي، الذي أجمع الباحثون من مختلف الفئات على اعتبار تاريخه عمومًا مغلوط وغير صادق، وسوى هذه الشهادة هناك كتاب الهدى الماروني لتوما أسقف كفرطاب قرب معرة النعمان والذي يربط بين الموارنة والمونوثيلية، إلا أن المشيئة الواحدة كما تظهر في هذا الكتاب مختلفة عن عقيدة هرقل التي نشأت في القرن السابع والتي أدانها المجمع المسكوني السادس عام 685، بمعنى آخر أنه كما يمكن قبول نشيد التقديسات الثلاث (قديشات آلوهو)، الشهير في الكنيسة، ملحقًا بعبارة «يا من صلبت لأجلنا» بمعنين هرطوقي وآخر سليم، وهو ما قائم حتى اليوم، فإن المشيئة والمشيئتين تفهم بالطريقة ذاتها. سوى ذلك فإن المجمع السادس سمى بشكل مفصل وموسع من أدانهم ولم يذكر شيءًا عن الموارنة أو ديرهم، ولو أنهم تمسكوا بالمونوثيلية لكان المجمع السادس أشار إلى ذلك صراحة، فلا يمكن إثبات المونوثيلية على الموارنة وفي الوقت نفسه لا يمكن نفيها عنهم بأدلة قاطعة.
وإلى جانب شهادة الصوري في إيمان الموارنة، ساعدت الحملات الصليبية في توسع رقعة الانتشار الماروني، إذ يُلاحظ أن أقدم ذكر للموارنة في جزيرة قبرص يعود للعام 1121. ولم تكن العلاقة مستقرة دومًا بين الموارنة والصليبيين إذ ساهم الموارنة في العام 1137 بمقتل كونت طرابلس، وسير الصليبيون حملة عسكرية لقمعهم في العام نفسه، ووقف موارنة الساحل ومعهم الأساقفة والبطريرك إلى جانب الصليبيين، لكن موارنة الداخل ظلوا على حذر اتجاههم؛ وما يثبت ذلك انتقال البطاركة من يانوح إلى ميفوق ومنها إلى كفيفان.
وخلال تلك الفترة أرسل البابا كالسيت رسالة إلى البطريرك خصّه فيها باسم بطريرك أنطاكية، تلاها سفر البطريرك إرميا العمشيتي عام 1215 إلى روما لحضور مجمع لاتران الثاني بناءً على دعوة البابا الذي قدم له درع التثبيت، طالبًا منه التنازل عن بعض العادات السريانية واستبدالها بعادات لاتينية. شكلت هذه التعديلات وما تبعها لاحقًا من تعديلات في القرن السادس عشر مصدر أسى دائم للموارنة، رغم أنهم قد استعادوا عددًا كبيرًا من هذه العادات اليوم. ويرجع للعهد الصليبي أيضًا قيام الراهب نيقيطا الماروني بتصنيف كتاب لاهوتي عن انبثاق الروح القدس من الآب والابن، وفي نهاية العهد الصليبي نحو عام 1282 ظهر انقسام خطير في رئاسة الكنيسة إذ انتخب الموارنة بطريركين في الوقت نفسه، لكن الانقسام لم يستمر طويلاً إذ سيّر المماليك حملة عسكرية هاجمت نواحي إهدن وهدمت قلعتها، ما أدى إلى قتل أحد البطريركين وإعادة الوحدة إلى الكنيسة، ومع عودة الصليبين إلى أوروبا ونهاية وجودهم في المشرق هاجر الكثير من الموارنة إلى قبرص ورودوس هربًا من الاضطهاد المملوكي الذي صبغ القرن الرابع عشر بصبغته ما أدى أن يطلق عليها اسم «قرن البلايا على الموارنة».
هاجم المماليك جبة بشري أول مرة عام 1268، وأعادوا الكرة عام 1283 وتابعوا نحو إهدن، ثم طالت حملاتهم كسروان عام 1305 وشملت تهجير قاطنيها من الشيعة، وفي العام 1365 قام المماليك بالقبض على البطريرك جبرائيل الحجولي وأحرقوه حيًا في طرابلس، ويذكر التاريخ أن الظاهر بيبرس قد قتل 16 ألف شخصًا لدى استرجاعه أنطاكية وأنه هدم حصن طرابلس بمن فيه، فضلاً عن مذبحتي عاصي الحدث وقلعة الحوقا، لذلك يصفه المؤرخون بأنه قد أفرط في استعمال القوة بحق شعبه، وإن كانت فترة حكم المماليك البحرية مأساوية فإن الحال قد تبدلت بعد وصول السلطان برقوق إلى السلطة وقيام دولة المماليك البرجية، إذ أكرم هذا السلطان ومن تلاه، الموارنة وجعل دير قنوبين متقدمًا على سائر الأديار ودعم المقدمين، وهم حكام محليين موارنة في القرى، وجعل أيوب مقدم بشري رئيسًا عليهم، واستمر هؤلاء يتولون شؤون الحكم حتى مطلع القرن السابع عشر وقد كانت علاقتهم بالكنيسة والبطريركيّة قوية للغاية حتى أنهم قبلوا رتبة الشدياق الكنسية كعلامة خضوعهم لها، وقد شارك البطريرك خلال تلك الفترة عن طريق ممثليه في مجمع فلورنسا الرابع عام 1439، وإثر عودة المبعوثين حصلت قلاقل والسلنطة المملوكية ما حدا بالبطريرك يوحنا الجاجي مغادرة الكرسي البطريركي في ميفوق وانتقاله إلى وادي قاديشا في قنوبين.

### الإرساليات اللاتينية إلى الموارنة

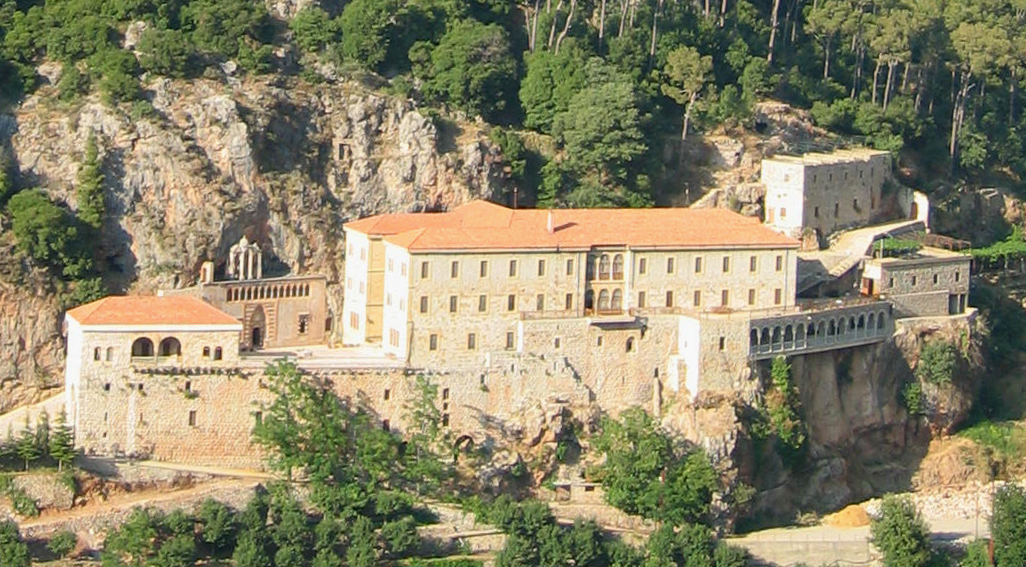
دير مار أنطونيوس قزحيا، في قضاء زغرتا شمال لبنان.

بدءًا من النصف الثاني للقرن الخامس عشر، أخذ الفاتيكان بإرسال موفدين إلى الشرق الأوسط عمومًا والموارنة خصوصًا، وكان أولهم الراهب الفرنسيسكاني غريفون الذي وصل بيروت عام 1450، وكان له دور في تثبيت البطريرك بطرس الحدثي عام 1458 خلفًا لأخاه يعقوب الحدثي، وقد شهدت بطريركيته صراعًا طائفيًا كبيرًا وصل ذروته عام 1488 بين الموارنة والسريان الأرثوذكس، إثر التحاق عدد من الموانة بهذه الكنيسة، وعلى رأسهم عبد المنعم بن أيوب مقدم بشري؛ وبعد أن يئس موارنة إهدن، من عودة المتحولين طلبوا المساعدة من مقدم بسكنتا وساروا اتجاه قرية بقوفا مركز الفريق الآخر مصطحبين معهم رجالاً من الضنية، حيث دارت اشتباكات فيما سمي «معركة مرج تولا» والتي كان النصر خلالها حليف الموارنة. أما المنهزمون فقد نزحوا تدريجيًا نحو سوريا الداخلية وقبرص، ويشير عدد من البحاثة بأن قسمًا من هؤلاء كان المماليك قد أجبروهم على الاستقرار في جبل لبنان، وأن بعضًا منهم كانوا أقباطًا وأحباشًا ما يدفع الدويهي لنعتهم «بالمتطفلين».
البطريرك سمعان الحدثي الذي انتخب عام 1492، استقبل المبعوث البابوي الثاني إلى الموارنة، وهو الراهب الفرنسيسكاني سوريانو، وذلك عام 1515، ولم يكن لهذا الراهب نشاطات أو فاعليات عديدة سوى رسالة البابا ليون العاشر والتي يثني فيها على الموارنة واصفًا إياهم «بالورود بين الأشوك».
توفي البطريرك الحدثي عام 1524، وخلفه موسى سعادة العكاري حتى عام 1567 حين آل الكرسي البطريركي إلى آل الرزي من باقوفا، بدءًا من عهد البطريرك ميخائيل الرزي والذي استقبل ثالث البعثات البابوية برئاسة الراهب اليسوعي إليانو عام 1577، والذي عُقد في ختام مهمته إلى جبل لبنان مجمع قنوبين الأول برئاسة البطريرك ميخائيل الرزي عام 1580، وأقر فيه رسميًا عددًا كبيرًا من العادات اللاتينية كعدم منح الأطفال القربان ومنع الكاهن من مسح المُعمد بالميرون، وكذلك أقر جملة من الأمور العقائدية كالاعتراف بوجود المطهر واستعمال الخبز الفطير، وأمر باستعمال بعض العبارات اللاهوتية التي لم تكن قد وصلت بعد إلى الموارنة، وسوى ذلك تنقيح بعض الكتب الطقسية في الشمال الماروني والتي كانت قد اختلطت بالكتب سريانية أرثوذكسية بسبب التشابه في شعائر الكنيستين وسلسلة طقوس لاتينية، وبعيد هذا المجمع توفي البطريرك ميخائيل وانتخب أخاه سركيس الرزي بطريركًا عام 1581 والذي شهدت بطريركيته افتتاح المدرسة المارونية في روما، ولتكون أول جامعة شرقية في أوروبا خلال العصور الوسطى والحديثة، وفي عام 1610 أدخلت مطبعة إلى دير مار أنطونيوس قزحيا، وبهذا تكون أول مطبعة قد دخلت الشرق الأوسط.

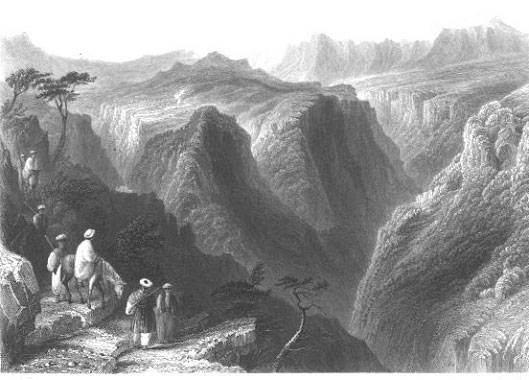
وادي قاديشا، مقر البطريركيّة المارونية 1440 - 1823.

توفي البطريرك سركيس الرزي عام 1597 وانتخب أخاه يوسف الرزي، وكان البطريركان سالفا الذكر من دعاة الليتنة وأدخلا عددًا وافرًا من العادات اللاتينية على الطقوس المارونية بمباركة الموفدين البابويين، علمًا أن الوتيرة قد تراجعت مع وصول يوحنا المخلوف إلى السدة البطريركية عام 1608.
في عام 1584، وصل دنديني آخر الموفدين إلى الموارنة من كرسي روما والأكثر موضوعية برأي المؤرخين، إذ إن من سبقه نسب للموارنة ضروبًا من المعتقدات كإنكار يوم القيامة أو الخطيئة الأصلية لكن دنديني أوضح أنه لم يجد شيءًا من هذه الاتهامات التي نسبها بعض من سبقوه للموارنة سوى التطليق في حال الزنا ومناولة الأطفال، أما سائر الاتهامات ومن ضمنها المونوثيلية فقال أنها محض تلفيق.
البطريرك يوسف الرزي استمر بسياسة الليتنة، ودعا إلى مجمع ضيعة موسى عام 1598 حيث أقر عددًا كبيرًا من هذه العادات، وأبرز ما اعتُمد كان استعمال التقويم الغريغوري في الكنيسة. ويشير مؤرخو الموارنة إلى أنه لا ينبغي الخلط جرّاء هذه الادخالات في مجمعي 1580 و1598 والفهم بأن الموارنة لم يكونوا كاثوليكًا ثم تحولوا، فالأمور العقائدية كالاعتراف بالمطهر واستعمال التقويم الغربي واستعمال الخبز الفطير في القداس قد أقرت بالتزامن مع كنيسة روما تقريبًا؛ وإنما الموارنة في صلب عقائدهم التي قسمت ظهر الكنيسة ووحدتها كانوا كاثوليكيًا. أما بالنسبة للطقوس التي تعتبر من المميزات الثقافية لكل شعب من الشعوب فقد استعاد الموارنة جزءًا مما تليتن منها، ونجحوا في ذلك نسبيًا سيّما في أعقاب المجمع الفاتيكاني الثاني والمجمع البطريركي الماروني حديثًا.

### الوضع السياسي والاجتماعي

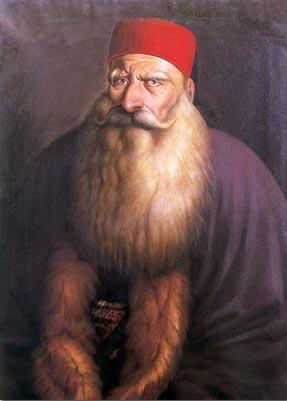
الأمير بشير الثاني الشهابي، آخر الأمراء الشهابيين على جبل لبنان، يُقال بأنه اعتنق المسيحية دينًا على المذهب الماروني.

يعود استقرار الدروز في لبنان لأواخر العهد المملوكي قادمين كقبائل رحالة من منطقة الجليل إلى البقاع ومنها إلى الشوف مالئين بذلك فراغ نزوح الصليبيين، ويعود للفترة نفسها حكم آل عسّاف بمباركة المماليك لجبل لبنان، فبسطوا نفوذهم من المتن في الجنوب إلى طرابلس في الشمال واتخذوا من مدينة غزير في كسروان قاعدة لحكمهم، وعندما احتل السلطان سليم الأول سوريا ولبنان عام 1516 استبقى آل عساف في حكم الجبل، وأقام هؤلاء لأنفسهم نواب معاونين لهم من الموارنة وتحديدًا من آل حبيش، وذلك سنة 1523، لكن التنافس بين آل عساف وآل سيفا أطاح بإمارة آل عساف عام 1591 وأوكلت شؤون الموارنة بدلاً من آل حبيش الموارنة إلى آل حمادة الدروز الذين مارسوا القسوة تجاه مواطنيهم، ومما ساعد على ذلك أيضًا الحروب العثمانية المتواصلة وتدهور قيمة العملة العثمانية والضرائب الباهظة فضلاً عن التعصب الديني للسكان وقسوة عوامل الطبيعة، فأخذ الموارنة ينتشرون من مناطقهم التقليدية في شمال جبل لبنان إلى جنوبه أي نحو الشوف مقر حكم الأمراء المعنيين؛ وكان الأمير فخر الدين المعني الثاني قد خلف والده في حكم الشوف ووسع نفوذه فسيطر على كل الجبل الجنوبي عام 1591 خلا بيروت وكسروان، وتبنى فخر الدين سياسة آل عساف في الانفتاح، فأقام له معاونين من آل الخازن الموارنة، واستطاع ضم بيروت عام 1598 وأزال خطر آل سيفا عام 1605 ببسط نفوذه على كسروان، ونتيجة لوقوف الموارنة إلى جانب فخر الدين إثر تكالب الولايات المجاورة عليه، رفع فخر الدين من شأن الموارنة ومن قيمتهم وشجعهم على الإنتاج الزراعي سيّما إنتاج الحرير الذي أمّن سيولة نقديّة وانتعاشًا اقتصاديًا، فتحسنت أحوال الموارنة وانخرطوا في الجيش وشيدوا أعدادًا كبيرة من الكنائس وارتدوا أفخر أنواع الثياب، واستوعبت الشوف النمو السكاني للموارنة حتى إن البطريرك يوحنا مخلوف انتقل إليها مؤقتًا عام 1608 ونزل في قرية مجدل المعوش هربًا من مضايقات يوسف باشا والي طرابلس، وتحولت جبال الشوف خلال عهد الدولة المعنية إلى مقاطعة يحكمها آل الخازن ونشأت القرى الكبيرة بل شبه المدن في مقاييس ذلك الزمان مثل دير القمر، وعندما فقد فخر الدين حظوته لدى العثمانيين نفوه عام 1613 لكنه عاد إلى لبنان عام 1618 موسعًا ملكه ليشمل بشري والبترون وجبيل، وأوكل حكم هذه المناطق أيضًا لآل الخازن، لكن العثمانيين قضوا عليه نهائيًا عام 1633، وألحقوا المناطق المارونية الشمالية بولاية طرابلس أما المناطق المارونية الجنوبية بولاية صيدا، وأعادوا حكم آل حماده من جديد إلى الجبل، ورغم المضايقات لم يكن وضع الموارنة عمومًا سيئًا خلال العهد العثماني، إذ إن العثمانيين طبقوا الشريعة الإسلامية على الأقليات غير المسلمة وتركوا لهم حرية العبادة والتصرّف بشؤونهم لقاء ضرائب معينة؛ يقول الباحث قيس العزّاوي إن الدولة العثمانية كانت خير مطبق لاتفاق نجران، الذي أبرم في صدر الإسلام بين المسيحيين والنبي محمد.
على الرغم من ذلك، فقد أصدر لويس الرابع عشر، بموافقة السلطان العثماني في شهر نيسان من سنة 1649 مرسومًا يقضي بوضع الطائفة المارونية تحت حماية فرنسا، ضمنت هذه الحماية للموارنة حق التقاضي أمام محاكم خاصة هي أسرع من نظيرتها العثمانية والاستفادة من التعليم في المدارس والبعثات القنصلية الأوروبية والإعفاء من الضرائب وسهولة السفر إلى أوروبا، ولم تكن هذه الحماية مقتصرة فقط على الموارنة إذ سرعان ما منح السلاطين امتيازات لمختلف دول أوروبا لحماية الأقليات ما ساهم في تفكك عري الدولة العثمانية، وعندما افتتحت نيابة قنصلية فرنسية في بيروت كان أول موظفيها الماروني أبو نوفل الخازن، ما ساهم في التقارب بين الموارنة والشهابيين الذين خلفوا المعنيين في حكم الجبل إثر انقراض ذريتهم عام 1697 حين اختير بشير الشهابي الأول أميرًا على الجبل.
وعندما أراد أمراء الشويفات القضاء على الإمارة الشهابية وقف الموارنة إلى جانب الأمير حيدر الشهابي وقاتلوا إلى جانبه في معركة عين داره عام 1711، حتى ظفروا بالنصر، وكان من نتائج هذه المعركة منح لقب «شيخ» لعدد من العائلات المارونية، كآل حبيش وآل الخازن وآل الظاهر وآل الخوري، فضلاً عن انتشار الموارنة في جنوب الشوف نحو البقاع الغربي وجزين بناءً على طلب الأمير لمنع الاقتتال الطائفي بين الدروز في الشوف والشيعة في الجنوب، وبلغ التقارب بين الموارنة والشهابيين ذروته عام 1770 حين اعتنق الشهابيون المسيحية وانضموا إلى الكنيسة المارونية، ليرتقي بذلك الموارنة لحكم الجبل برمته، إلا أن ذلك لم يحيدهم عن مضايقات أحمد باشا الجزار والي دمشق الذي فرض ضريبة باهظة على الإمارة عام 1785، ثم أدت الظروف الدولية أن يصبح لبنان جزءًا من السياسة العالمية وما عرف عمومًا بالمسألة الشرقية والتي انتهت بنفي الأمير بشير الشهابي الثاني وسقوط الإمارة الشهابية عام 1840 ليحل محلها نظام القائممقاميتان ثم متصرفية جبل لبنان.

### أوضاع البطريركيّة والكنيسة

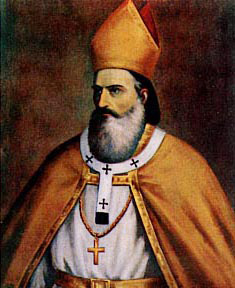
البطريرك اسطفان بطرس الدويهي (1670-1704) والذي يصفه الموارنة بالكبير.

تعاقب بعد يوحنا مخلوف عام 1633 عدد من البطاركة حتى 1670 حين انتخب للبطريركية أحد أهم وجوه الموارنة في العصور الحديثة وهو البطريرك المؤرخ اسطفان الدويهي، الغزير الإنتاج والداعم للثقافة والعلوم بمجالات شتى، وخلال عهده تحولت الرهبنة المارونية من أديار متفرقة وغير ممأسسة، إلى مؤسسة لها قوانينها وأنظمتها، وذلك عام 1694 على يد أربع شباب موارنة من مدينة حلب، انطلقوا من الدير الأم وهو دير مرت مورا قرب إهدن إلى مختلف مناطق لبنان والعالم. أحد مؤسسي الرهبنة هو جرمانوس فرحات، الذي إلى جانب كونه أسقفًا، كان عالمًا باللغة العربية وألف ستة مجلدات ونظم أكثر من 375 قصيدة، وغدا فيما بعد أسقفًا لحلب، وتكريمًا لجهوده أقامت الحكومة السورية نصبًا له مقابل الكاتدرائية المارونية في المدينة المذكورة عام 1934.
خلف الدويهي عام 1704 البطريرك جبرائيل الثاني ثم يعقوب العواد قبل أن يصل يوسف ضرغام الخازن عام 1733 والذي عقد في عهده «المجمع اللبناني» سنة 1736 في دير سيدة اللويزة. يُعتبر هذا المجمع أهم مجمع ماروني في العصور السالفة، إذ أنه أقر نظامًا داخليًا مدنيًا للكنيسة وحدد صلاحيات البطريرك واستحدث أبرشيات جديدة وألزم الأساقفة السكن بها، كما نظم الرهبانيات والأوقاف لإدارة ممتلكات الكنائس وكبرى أعماله إلزام التعليم المجاني للفتيان والفتيات. ونظم العلاقة بين البطريرك والبابا ملزمًا البطريرك باستشارة كرسي روما في الأمور الكنسية الخطيرة. وصدرت في أعقاب هذا المجمع النسخة الثالثة من كتاب القداس الماروني سنة 1763. في عام 1770، أي خلال عهد البطريرك يوسف اسطفان، حدثت القسمة بين الرهبانية المارونية اللبنانية والرهبانية المارونية الحلبية التي غدا اسمها فيما بعد «الرهبنة المارونية المريمية» وأمورًا تنظيمية أخرى داخل الكنيسة، أما البطريرك الدويهي فتسعى الكنيسة المارونية اليوم لإعلانه قديسًا.

## القرن التاسع عشر

### انتقال الكرسي البطريركي إلى بكركي

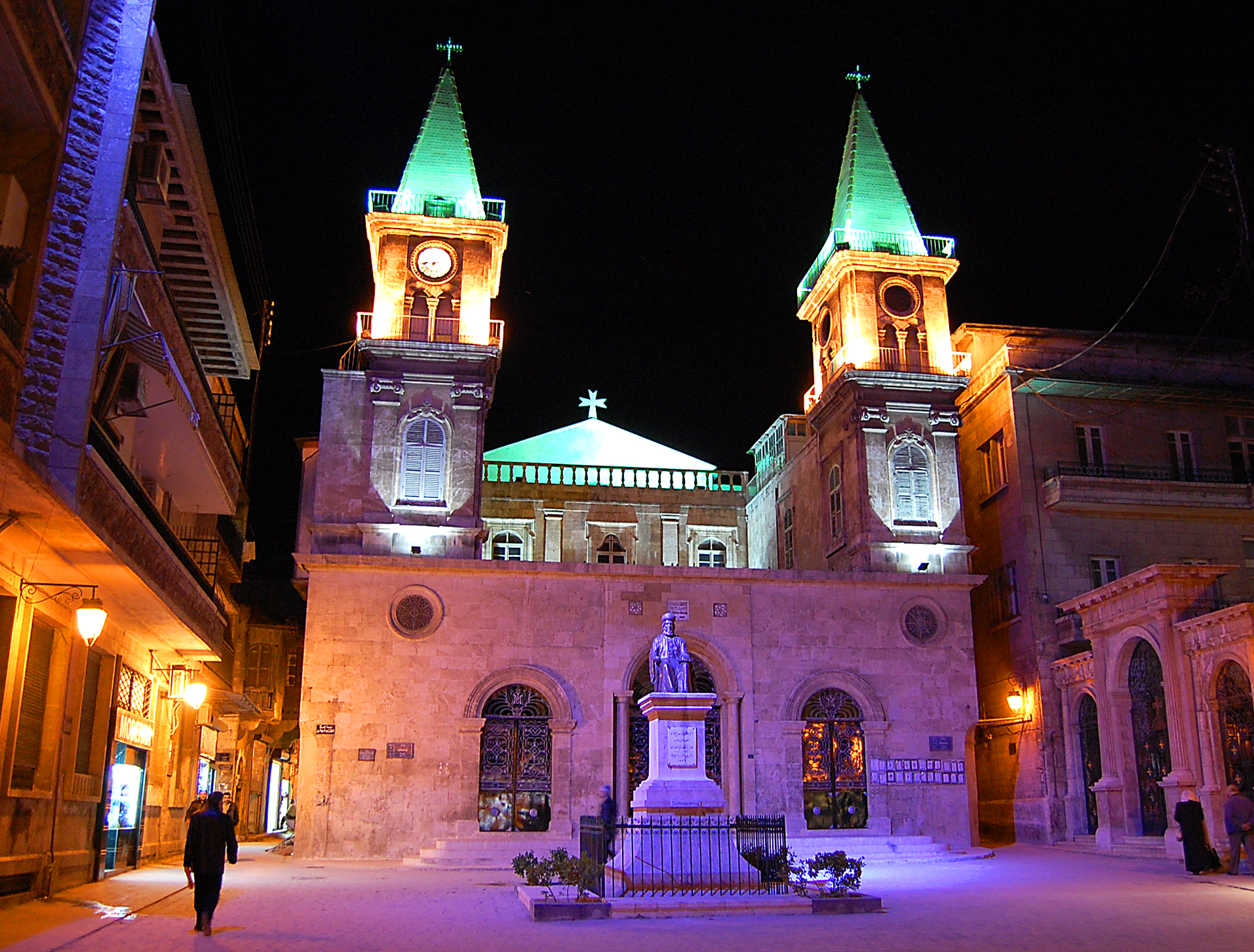
كاتدرائية حلب المارونية، بنيت عام 1872 في ساحة فرحات التي يتوسطها تمثال للأسقف الماروني جرمانوس فرحات، والذي كان شاعرًا وأديبًا في القرن السابع عشر.

يعود توسع انتشار الموارنة لأوائل القرن التاسع عشر، حيث انتشروا شمالاً حتى وصلوا مدينة اللاذقية السوريّة عام 1834، رغم أن استقرار الموارنة فيها يسبق ذلك التاريخ حتى أن هناك حي يدعى باسم الموارنة في المدينة، لكن تلك السنة شهدت بناء الكنيسة، وكذلك انتشر الموارنة جنوبًا حتى وصلوا مدينة حيفا وبنوا فيها أول كنيسة عام 1842، رغم أن أقدم ذكر للموارنة في المدينة يعود لعام 1677.

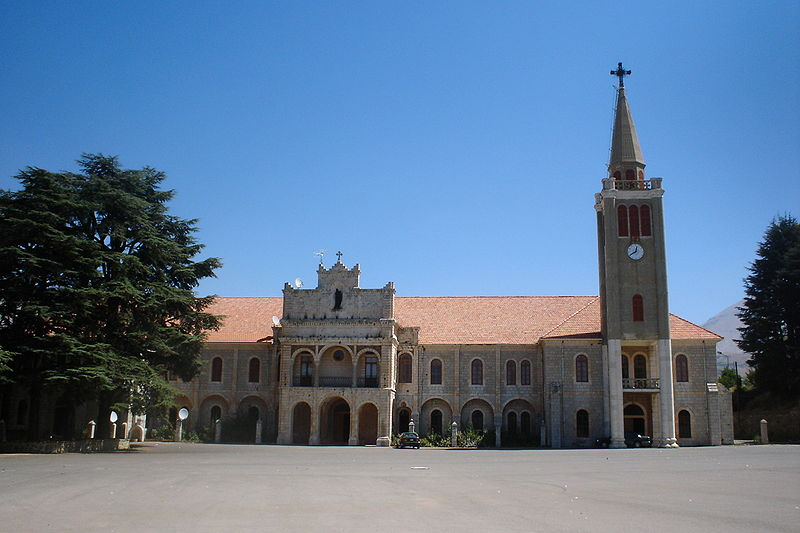
المقر الصيفي للبطريركيّة المارونيّة منذ 1832 في بلدة الديمان، لبنان.

وفي عام 1823 وخلال بطريركية يوسف حبيش انتقل الكرسي البطريركي إلى منطقة بكركي في لبنان، المقر الرسمي للبطريركية المارونية حتى الآن، وتعني كلمة بكركي بالعربية «مكان حفظ الوثائق والكتب». ويرجع للقرن التاسع عشر أيضًا انقراض اللغة السريانية نهائيًا كلغة تخاطب بين الموارنة لتحل محلها اللغة العربية، رغم أن الموارنة كانوا قد ألفوا اللغة العربية باكرًا إذ إن كتاب الهدى صدر بالعربية عام 1051، لكن هذه اللغة ظلت لغة جانبية قبل أن تتحول إلى لغة تخاطب في جنوبي جبل لبنان، أما في بشري والقرى المجاورة فقد ظلت اللغة السريانية لغة التخاطب حتى القرن التاسع عشر؛ ورغم تراجع سطوتها إلا أن اللغة السريانية ظلت تعتبر اللغة الرسمية للكنيسة ولغة طقوسها وكتبها الليتورجية، وظهرت في تلك الأثناء الكتابة الكرشونية وهي اللغة العربية المكتوبة بحروف سريانية، إذ إن أغلب الموارنة وإن كانوا قد أجادوا اللغة العربية إلا أنهم لم يكونوا قد أجادوا بعد قراءة الحرف العربي. واستمرت كتب الليتورجيا والكتاب المقدس المسموح باستعماله طقسيًا تصدر فقط باللغة السريانية حتى مطلع القرن العشرين.
خلف يوسف حبيش البطريرك يوسف الخازن عام 1845 والذي عقد خلال بطريركيته مجمع بكركي الأول، مناقشًا الهجرة المارونية، إذ إن الامتيازات الأجنبية الفرنسية التي حصل عليها الموارنة كان لها كبير الأثر السلبي في تنامي ظاهرة الهجرة بين أبناء الطائفة نحو أوروبا والعالم الجديد، متأثرين بالوضع الاقتصادي السيئ والضرائب العثمانية الباهظة فضلاً عن الفتن الطائفية التي شهدها جبل لبنان خلال عهد القائمقاميتين، وكثير من هؤلاء المهاجرين فقدوا الرابط مع الوطن الأم والكنيسة، ولكن قسمًا آخر منهم كان أوفر حظًا فاستطاع الحفاظ على هذه اللحمة. إلا أن ظاهرة الهجرة وإن كان لها تأثيرات سلبية عديدة على الوطن والكنيسة الأم، كان لها أيضًا دورًا هامًا في تحويل الكنيسة المارونية من كنيسة ذات انتشار محدود إلى كنيسة ذات انتشار عالمي.

### عهد الحملة المصرية ومتصرفية جبل لبنان

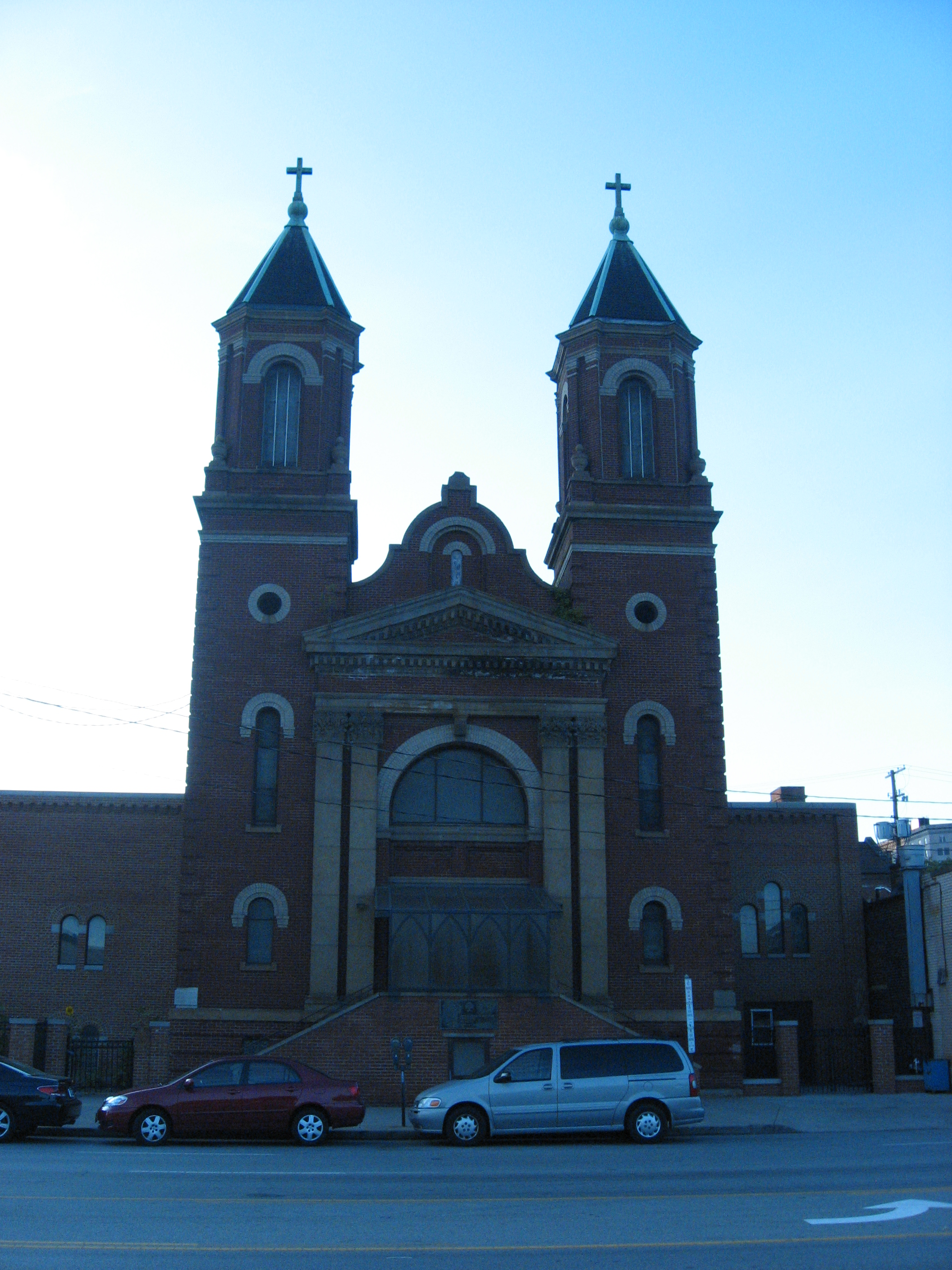
كنيسة مار مارون في كليفلاند، أوهايو، الولايات المتحدة؛ يعود للقرن التاسع عشر هجرة أعداد كبيرة من الموارنة إلى العالم الجديد، حتى تفوق عددهم على أعداد المقيمين في المناطق التقليدية لانتشارهم.

على أثر خلاف نشب بين عبد الله باشا والي عكا ودرويش باشا والي دمشق، ناصر أمير لبنان بشير الشهابي الثاني عبد الله باشا سنة 1821، وسار على رأس جيشه وحارب والي دمشق وهزمه. وما كادت الدولة العثمانية تطلع على هزيمة والي دمشق حتى جرّد الباب العالي حملة عسكرية قوية اضطرت الأمير بشير إلى ترك البلاد، والسفر إلى مصر، حيث رحب به واليها محمد علي باشا، واتفقا على التعاون معًا. ولما كان محمد علي في ذلك الوقت ما زال على وفاق مع السلطان، فقد استطاع أن يسترضيه ويُلطف موقفه من الأمير بشير وأن يعيده إلى إمارته. وكان يجمع بين بشير الثاني ومحمد علي طموح كل منهما إلى توسيع رقعة بلاده، ورغبة كل منهما في الاستقلال عن الدولة العثمانية. وكان كل منهما يضمر النقمة على العثمانيين، فالتقت أهدافهما وتعاهدا على السير معا في سياسة مشتركة ضد الدولة العثمانية. وسرعان ما وجد محمد علي ذريعة لتدخله العسكري في بلاد الشام ممثلاً بمضايقات والي صيدا، فأرسل ابنه البكر إبراهيم باشا إلى سوريا، ولم يلق الأخير مقاومة عثمانية تذكر أثناء تقدمه باستثناء معركة بحيرة حمص (قادش).
أما على الصعيد الشعبي، فقد نال إبراهيم باشا ترحيبًا شعبيًا حارًا، واستطاع ضمان حكم سوريا ولبنان من خلال اتفاقية كوتاهية التي عقدها والسلطان العثماني في أيار من سنة 1833، وخلال حكمه لسوريا أجرى إبراهيم باشا عددًا كبيرًا من الإصلاحات في مختلف المجالات، وإثر محاولة السلطان العثماني محمود الثاني الفاشلة استعادة بلاد الشام عام 1839 تخوفت الدول العظمى من نفوذ محمد علي المتزايد، فأرسلت أساطيلها إلى سواحل لبنان وسوريا وقصفت المدن الساحلية وشجعت الثوّار على مهاجمة المصريين وقتالهم، وفي نهاية المطاف قامت الأساطيل النمساوية والإنكليزية والعثمانية بعملية إنزال بري في بيروت وجونية عام 1840 لإخراج المصريين من الشام، واضطر إبراهيم باشا أن يعود إلى مصر تاركًا سوريا ولبنان في حالة فراغ أمني، فثارت النعرات الطائفية بين الموارنة والدروز بتحريض من إنكلترا وفرنسا، فأقدمت إنكلترا على دعم الدروز سعيًا لبتر حماية فرنسا على الموارنة، فاجتاح الدروز مناطق الشوف المارونية ودخلوا دير القمر حاضرتها، وارتكبوا فيها مجازر عديدة، فتدخل إثر ذلك الباب العالي مبطلاً الإمارة الشهابية ومعلنًا إقامة قائممقاميتين على جبل لبنان أحدهما مارونية وأخرى درزية، لكن الوضع ساء مجددًا عام 1845 حين هاجم الدروز الموارنة مرة أخرى واقتحموا ديرًا فرنسيًا وأحرقوه، فأعلن الباب العالي حينذاك إلغاء امتيازات جبل لبنان الخاصة وجعله ولاية عثمانية كسائر الولايات، الأمر الذي رفضته الدول الكبرى، وفي نهاية الأمر تم التوصل إلى أن يتولى الحكم في القرى المختلطة وكيلان أحدهما ماروني والآخر درزي، أما في جبل لبنان فيستمر القائممقامان في شؤون الحكم يعاونهما مجلس مكون من اثني عشر عضوًا يمثلان الطوائف اللبنانية الستة الكبرى.
و رغم هذه التدابير إلا أنّ الهدوء لم يستمر طويلاً بل انفجر انفجارًا مخيفًا عام 1860، حيث لم تقتصر الفتنة على جبل لبنان بل امتدت لتشمل طرابلس وصيدا واللاذقية وزحلة ودمشق، وارتكبت مذابح طائفية رهيبة ووقعت أعمال سرقة ونهب شارك فيها الجنود العثمانيون أيضًا، واتهم قائممقام حاصبيا عثمان بك وأحمد باشا والي دمشق بتسهيل المذبحة وقتل كل من التجأ إلى مبنى الحكومة طالبًا الحماية، ويرجع لأحداث فتنة العام 1860 في دمشق سقوط الشهداء المسابكيين الموارنة الذين أعلنتهم الكنيسة طوباويين عام 1915.
من نتائج هذه الأحداث، انتداب فؤاد باشا كقائد للجيش العثماني لقمع الفتنة، فتولى التحقيق في المجازر، وأعدم الكثيرين ممن ظهرت لهم يد بالضلوع بها بما فيهم والي دمشق نفسه، لكن ذلك لم يكن كافيًا في نظر الدول الكبرى إذ إن المجازر تكررت كل عقد من الزمان تقريبًا، فأرسلت فرنسا جيوشها إلى بيروت في آب من سنة 1860 واستعمرت جبل لبنان ولم تنسحب منه حتى حزيران من سنة 1861، وفي هذا الوقت وُقّع بروتوكول القسطنطينية الذي نصّ على دفع تعويضات مالية للمسيحيين المتضررين من الحوادث واستحداث متصرفية جبل لبنان وهي ولاية ممتازة تخضع للباب العالي مباشرة، يكون الوالي فيها مسيحيًّا عثمانيًّا غير تركي وغير لبناني، كذلك نص البروتوكول على أن يقيم الباب العالي حامية عسكرية عثمانية سريعة التدخل مؤلفة من ثلاثمائة جندي على الطريق بين بيروت ودمشق، وعين بالإجماع داوود أفندي الأرمني الجنسية واليًا على الجبل ما حقق استقرارًا نسبيًا في الأوضاع. قامت متصرفية جبل لبنان على عهد البطريرك بولس مسعد مؤسس المدرسة البطريركيّة المارونية التي كانت من أكبر الجامعات الشرقية خلال القرن التاسع عشر. تشكل النظام الحاكم والاجتماعي في متصرفية جبل لبنان من الثنائية المارونية - الدرزية، وسمح الاستقرار الأمني والتعايش الدرزي-الماروني في المتصرفية بتطور الاقتصاد ونظام الحكم.

### النهضة الثقافيّة

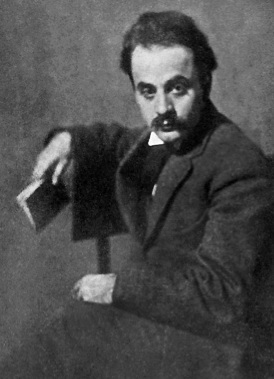
جبران خليل جبران، أحد أبرز أعلام الموارنة.

لعب الموارنة دورًا رائدًا في النهضة الثقافية العربية التي انطلقت من جبل لبنان وتعدته لتشمل الشرق الأوسط برمته. بدأت النهضة أساسًا بمدارس وكليّات البعثات الأجبنية الإمريكية البروتستانتية والفرنسية الكاثوليكية مثل جامعة القديس يوسف عام 1875؛ وهو ما أدى إلى انتعاش الحركة الفكرية، بما فيه على الصعيد الكنسي من خلال افتتاح كليات ومدارس لاهوتية مثل مدرسة الآباء اللعازريين في عينطورة، والمدرسة البطريركية المارونية في غزير، وما إن وافت سنة 1860 حتى كان عدد المدارس في جبل لبنان ثلاثًا وثلاثين مدرسة على رأسها مدرسة «عين ورقة» في البترون والتي دعيت «أم المدارس في المشرق».

كاتدرائية مار جرجس المارونية وسط بيروت، التي بناها الأسقف يوسف الدبس.

أنشأت شخصيات كنسيّة أو علمانية مارونية خلال النهضة مرافق عديدة، رئيس أساقفة بيروت المارونية يوسف الدبس على سبيل المثال له الفضل في تأسيس «جامعة الحكمة»، وعددًا كبيرًا من المدارس والمكتبات العامة في بعبدا وعاليه؛ وقد تخرج من مدرسة الحكمة، عدد كبير من وجوه الموارنة الذين وصلوا إلى العالمية مثل جبران خليل جبران. وسوى المدارس، فقد شيّد كاتدرائية مار جرجس وسط بيروت أهم كاتدرائية مارونية في العاصمة، وقد استوحي بنائها من كنيسة سانتا ماريا ماجيوري. أحد أوجه النهضة كان الاهتمام بالصحافة، سواءً في جبل لبنان أو في مصر التي كانت تحت حكم الخديوي إسماعيل تنعم بجو من الحرية الليبرالية فتحولت إلى المكان المثالي لهجرة المثقفين؛ يمكن عدّ الكثير من الصحف والدوريات الاجتماعية والثقافية التي أطلقها موارنة خلال تلك الفترة، مثل «نفير سوريا» التي أطلقها بطرس البستاني و«حديقة الأخبار» لخليل الخوري؛ أما بخصوص صحف خارج الجبل، يذكر على سبيل المثال «المحروسة» لأديب إسحق وسليم النقاش. الحركة الثقافية ساهمت على وجه الخصوص بمقارعة سياسة التتريك التي تبنتها الحكومة العثمانية آنذاك. تذكر المكتبات، والمسارح، والجمعيات السياسية والأدبية أيضًا، وغزارة الأدباء والشعراء الموارنة، بوصفها إحدى ثمار عصر النهضة، فعلى سبيل المثال الرابطة القلمية أحد أركانها الأساسيين مارونيان هما جبران خليل جبران وميخائيل نعيمة.
وكان لتلامذة المدرسة المارونية في روما دور هام في ترجمة المخطوطات السريانية والعربية وضبطها وتعليم اللغة العربية في الجامعات الأوروبية؛ بنتيجة النهضة فقد وصل موارنة إلى مناصب عالية في الدولة العثمانية، وتمت أول زيارة لبطريرك ماروني للسلطان حين التقى البطريرك بولس بطرس مسعد عام 1869 السلطان عبد العزيز الأول؛ ومن أعيان الطائفة الذين شغلوا مناصب هامة يذكر شفيق باشا وأخوه وهيب باشا وهما من المتن الشمالي عينا رؤساء المدارس الحربية والعسكرية، والدكتور يوسف رامي من قرية فالوغا أمير اللواء السلطاني والدكتور الياس مطر من بيروت استاذًا للتشريح في الكلية الطبية، وسليم الباز من دير القمر عميدًا لكلية الحقوق السلطانية. يذكر أخيرًا، أن بداية الهجرة المارونية إلى العالم الجديد لاسيّما الولايات المتحدة والبرازيل بدأ خلال أواخر القرن التاسع عشر.

## الموارنة ولبنان

### دولة لبنان الكبير

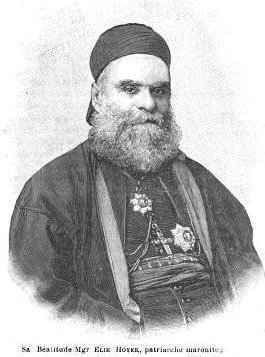
البطريرك إلياس بطرس الحويّك، الذي ترأس الوفد اللبناني إلى مؤتمر الصلح مطالبًا باستقلال لبنان.

توسعت حدود متصرفية جبل لبنان مع بداية القرن العشرين فانضمت إليها جونيه عام 1912 وبعدها ميناء النبي يونس في الشوف، إلا أن جمال باشا الملقب بالسفاح وإثر اندلاع الحرب العالمية الأولى ألغى نظام المتصرفية عام 1915، وكانت السلطنة قد ألغت عام 1914 الامتيازات الأجنبية ومن ضمنها الامتيازات التي قدمتها فرنسا للموارنة؛ خلال سنوات الحرب حاصر العثمانيون جبل لبنان، ثم غزاه الجراد فمات ما يقارب ثلث الجبل جوعًا، وتسارعت وتيرة الهجرة فلم يبق من سكان الجبل سوى ثلثه بعد نهاية الحرب.
انسحب العثمانيون من بلاد الشام عام 1918، وقد رفع في بعبدا وبيروت علم الثورة العربية الكبرى وعيّن حبيب السعد حاكمًا باسم الثورة على الجبل، إلا أن القوّات الفرنسية أنزلته ورفعت العلم الفرنسي بدلاً منه، وأعلنت عن حكمها المباشر «مؤقتًا» للمنطقة؛ في مارس 1919 شكل الحلفاء لجنة كينغ - كراين لاستطلاع آراء المواطنين حول نظام الحكم، أغلب اللبنانيين فضلوا الاستقلال عن سوريا، وقد أبحر البطريرك إلياس بطرس الحويك إلى باريس ليعرض القضية أمام مؤتمر الصلح ويطالب باستقلال لبنان الكبير، ودعي «بطريرك لبنان» للقول بأن جميع اللبنانيين مسلمين ومسيحيين يؤيدون مسعاه.
أما في دمشق فقد أعلن المؤتمر السوري العام وهو البرلمان الذي حوى ممثلين عن جبل لبنان وعن الموارنة كالدكتور سعيد طليع، استقلال بلاد الشام باسم المملكة السورية العربية، إلا أن الحلفاء أجهضوا الدولة التليدة بعد مؤتمر سان ريمو حيث أقرّ فصل لبنان وإخضاعه للانتداب الفرنسي وكذلك الأمر بالنسبة لسوريا. في سبتمبر 1920 أعلن الجنرال هنري غورو ميلاد لبنان الكبير وهو يشمل أراضي المتصرفية مضافًا إليها عكار والأقضية الأربعة التي سلخت عن ولاية دمشق وهي بعلبك والبقاع الغربي وحاصبيا وراشيا.
شهد عام 1926 إقرار الدستور اللبناني وانتخب شارل دباس رئيسًا، إلا أن البطريركية المارونية اعترضت لكونه أرثوذكسيًا، وتلاه حبيب السعد عام 1934 قبل أن تظهر الثنائية التقليدية في السياسة المارونية بين بشارة الخوري وإميل إده، في انتخابات عام 1936 والتي أدت لفوز إده تلاه الخوري الذي قامت في عهده الأحداث المعروفة باسم أحداث بشامون، والتي أدت لنيل لبنان استقلاله عام 1943 خلال عهد البطريرك أنطون بطرس عريضة الذي خلف الحويك على كرسي بكركي عام 1932، وقد شهد الاستقلال ميلاد ما يعرف باسم «الميثاق الوطني اللبناني» الذي ضمن أن يكون رئيس الجمهورية مارونيًا، كذلك حصل الموارنة على عدد من المناصب المهمة في إدارة الدولة، كقائد الجيش ومدير مخابرات الجيش وحاكم مصرف لبنان، وعدد من الوزارات بالمداورة وكذلك المقاعد النيابية والمحافظين.

### حرب 1975
شهد لبنان في منتصف القرن العشرين انتعاشًا اقتصاديًا كبيرًا ووصل متوسط دخل الفرد إلى 2100 دولار أمريكي واستطاع لبنان أن يتبوأ مركزًا عالميًا مهمًا، لكن الظروف الإقليمية إثر هزيمة العرب أمام إسرائيل عام 1967 وطرد المقاومة الفلسطينية من الأردن عام 1970 فيما عرف بأيلول الأسود ونزوح المقاومة نحو لبنان، وتصاعد المعارضة الشعبية لسياسة الحكومة اللبنانية، كانت عوامل أدت إلى اندلاع الحرب الأهلية اللبنانية عام 1975 والتي سرعان ما أخذت بعدًا طائفيًا بين المسلمين والمسيحيين. تدخلت سوريا عام 1976 بناءً على تفويض من جامعة الدول العربية لوقف الاقتتال، غير أنها فشلت في تحقيق ذلك. كما تدخلت إسرائيل تحت شعار «سلامة الجليل» فحصل الاجتياح الأول عام 1978 والاجتياح الثاني عام 1982 واستطاع شارون أن يجعل قوات جيشه تصل إلى بيروت وتدخل مقر الرئاسة اللبنانية في بعبدا.
انسحبت منظمة التحرير الفلسطينية في آب من سنة 1982 متجهة إلى تونس. ثم انسحبت إسرائيل عام 1985 بعد أن فرضت اتفاق 17 أيارر، تاركةً الجبل في فراغ أمني، فاندلع الاقتتال من جديد بين الموارنة والدروز، وتمت عملية تهجير موارنة الشوف من قراهم عدا دير القمر، فيما يصفه المجمع البطريركي الماروني بأنه كارثة القرن العشرين، والتي استقال على إثرها البطريرك أنطون بطرس خريش عام 1986.

وضع اتفاق الطائف الذي أقره البرلمانيون اللبنانيون برعاية سعوديّة عام 1989 حدًا للحرب الأهلية وانتخب إلياس الهراوي رئيسًا للجمهورية خلفًا لرينيه معوض الذي اغتيل بعد أيام من بداية ولايته الرئاسية، وقدمت الكنيسة على لسان البطريرك صفيرعام 1992 اعتذارًا عن مآسي الحرب الأهلية والتي كان الموارنة كسائر اللبنانيين جزءًا منها، فقيل: 
| الكنيسة المارونية | وإذا كانت قد مرّت على كنائسنا فترات مرّت على وطننا بكامله، حصلت فيها أزمات وصدامات ولم نحسن نحن وأبناؤنا فيها تأدية شهادة المحبّة على أبهى وجه، واشتدّ الضيق فيها على جميع الناس فأخرجهم عن الطريق التي رسمتها لهم تعاليمهم الدينيّة، وإذا كان قد وقع في لبنان اقتتال بين الأخوة في هذا الجانب أو ذاك، فيجب أن يكون ذلك مدعاة إلى العودة إلى الله وإلى الذات وإلى القريب بتوبة صادقة وكفّارة ناجحة لتصحيح المسيرة وتقويم الإعوجاج. | الكنيسة المارونية |

### الكنيسة بعد الحرب وحتى الآن
على صعيد الكنيسة، انتخب مار نصر الله بطرس صفير بطريركًا في 19 أبريل من سنة 1986، والذي لعب دور أساسي في ولادة اتفاق الطائف عام 1989 وتغطيته مسيحيًا، وصدر عن البطريركية المارونية عام 1992 كتاب القداس الماروني بعد أربعمائة عام على صدور النسخة الأولى منه، تلاه السينودس من أجل لبنان الذي دعا إليه البابا يوحنا بولس الثاني خلال زيارته إلى لبنان في العام 1997، وأعلنت قداسة الراهبة المارونية رفقا الريّس عام 2000 ثم الراهب نعمة الله كسّاب الحرديني عام 2001، وكان الموارنة قد احتفوا بشربل قديسًا العام 1965، وغدت عنايا مركز حج لموارنة العالم كافّة، ثم رعى البطريرك مصالحة الجبل عام 2000، وافتتح سلسلة زيارات لبلاد الانتشار الماروني، وعقدت خلال عام 2004 الدورة الأولى للمجمع البطريركي الماروني الذي استمرت أعماله ثلاث سنوات، ناقش خلالها إحدى وعشرين قضية تهم الكنيسة في ثلاث ملفات.
وأعلن عام 2010 عامًا يوبيليًا لمار مارون لمناسبة مرور 1600 سنة على وفاته وانطلاق المارونية. لعب البطريرك نصر الله بطرس صفير دوراً بارزاً في المصالحة المارونية / الدرزية في الجبل والتي كرسها بزيارته التاريخية بعام 2001، حيث قام بطريرك الموارنة نصر الله بطرس صفير بجولة في منطقة الشوف ذات الأغلبية الدرزية في جبل لبنان وقام بزيارة قرية مُختارة، معقل أجداد زعيم الدروز وليد جنبلاط. وكان الإستقبال الذي تلقاه البطريرك صفير لا يعني فقط مصالحة تاريخية بين الموارنة والموحدون الدروز، الذين خاضوا حرباً دموية في عام 1983 وعام 1984، لكنه أكد على حقيقة أن لواء السيادة اللبنانية كان له جاذبية واسعة متعددة الطوائف بالنسبة لثورة الأرز في عام 2005. استقال البطريرك صفير بداعي التقدم بالسن، بعد حبرية طويلة دامت خمس وعشرين عامًا، وانتخب مجلس المطارنة الموارنة، بشارة الراعي خلفًا له في 15 مارس 2011.

## طقوس الكنيسة المارونيّة

### السنة الطقسية والأعياد

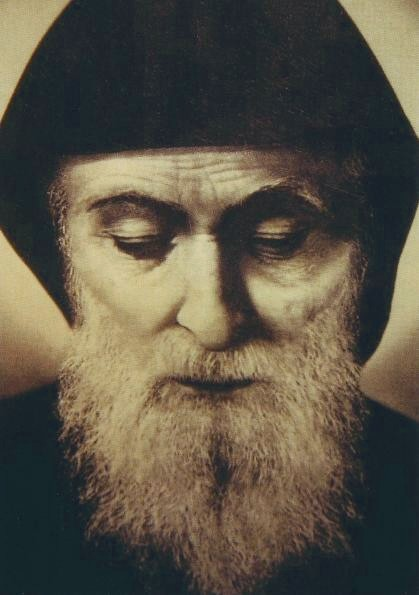
القديس شربل.

تتألف السنة الطقسية المارونية من سبعة أزمنة مركزة على حياة يسوع المسيح وتعاليمه، تبدأ السنة في الأحد الأول من تشرين الثاني المعروف باسم أحد تجديد البيعة وتقديسها وتنتهي في الأحد الأخير من تشرين الأول والمعروف باسم أحد يسوع الملك، أما عن أول الأزمنة فهو زمن الميلاد ومدته سبعة أسابيع يليه زمن الغطاس أو الدنح وفيه تقام ثلاث أسابيع من التذكارات للكهنة والمؤمنين والموتى، قبل أن يبدأ زمن الصوم الكبير لمدة أربعين يومًا أو ستة آحاد يذكر خلالها الموارنة الأعاجيب التي اجترحها يسوع في حياته الأرضية ويختم الصوم بأسبوع الآلام، وهو زمن مستقل ومنفصل طقسيًا، لتذكار آلام يسوع وصلبه، وفق المعتقد المسيحي، يليه سبعة أسابيع تعرف باسم زمن القيامة تفتتح بعيد الفصح المجيد لاستذكار قيامة يسوع من الموت وفق المعتقد المسيحي والتعاليم والظهورات التي لحقت به، وبعد خمسين يومًا من القيامة يبدأ زمن العنصرة، أو حلول الروح القدس على التلاميذ والكنيسة وفق المعتقد المسيحي، ويمتد زمن العنصرة ست عشر أسبوعًا يستذكر الموارنة خلاله جميع التعاليم والأمثال الخلاصية التي وضعها يسوع خلال حياته الأرضية، ويعتبر زمن الصليب آخر تلك الأزمنة حيث تقرأ وعلى مدى سبعة أسابيع تعاليم يسوع عن اليوم الأخير والدينونة وماذا ينبغي على المرء أن يعمل حتى يرث الحياة الأبدية.
وتحوي السنة الطقسية ذاتها عدد كبير من الأعياد، التي ترتبط بعضها بحياة يسوع وأحداثها في حين يرتبط البعض الآخر بالعذراء مريم أو أحد آباء الكنيسة على اختلافهم، ويعتبر عدد من هذه الأعياد بطالة كنسية، أي يجب الامتناع عن الصوم خلال هذا اليوم، وتحبذ فيه العطلة الرسمية وحضور الصلوات المقامة في الكنائس، وحتى الأعياد التي لا تعتبر في قانون الكنيسة بطالة فهي تعتبر بطالة في الرعايا والكنائس المشيدة على اسم العيد الخاص بها، أما عن أهم الأعياد المارونية فهي:
| التاريخ         | العيد                                           | التاريخ             | العيد                                    | التاريخ              | العيد                       | التاريخ                     | العيد                      |
| --------------- | ----------------------------------------------- | ------------------- | ---------------------------------------- | -------------------- | --------------------------- | --------------------------- | -------------------------- |
| 1 كانون الثاني  | عيد ختانة المسيح/يوم السلام                     | بحسب التقويم الغربي | عيد الفصح المجيد / بطالة/                | بحسب التقويم الغربي  | عيد الصعود/ بطالة/          | 4 تشرين أول                 | عيد تريز الطفل يسوع        |
| 6 كانون الثاني  | عيد الدنح، الظهور الإلهي/ بطالة/                | 23 نيسان            | عيد مار جرجس                             | بحسب التقويم الغربي  | عيد العنصرة/ بطالة/         | الأحد الأخير من تشرين الأول | عيد يسوع الملك             |
| 17 كانون الثاني | عيد القديس أنطونيوس الكبير                      | الأحد الأول من أيار | عيد سيدة لبنان - حريصا                   | 10 تموز              | الشهداء المسابكيين الموارنة | 1 تشرين الثاني              | عيد جميع القديسين/ بطالة/  |
| 28 كانون الثاني | عيد ما أفرام السرياني                           | 15 أيار             | عيد سيدة الزروع                          | الأحد الثاني من تموز | عيد مار شربل                | 2 تشرين الثاني              | عيد الموتى المؤمنين        |
| 2 شباط          | عيد دخول المسيح إلى الهيكل / عيد النور / بطالة/ | 21 أيار             | عيد الملكة هيلانة والقديسة ريتا          | 31 تموز              | عيد رهبان مار مارون الشهداء | 4 كانون أول                 | عيد القديسة بربارة         |
| 9 شباط          | عيد مار مارون، أب الطائفة وشفيعها/ بطالة/       | 10 حزيران           | عيد القديسة رفقا                         | 6 آب                 | عيد تجلي الرب/ بطالة/       | 8 كانون أول                 | عيد الحبل بلا دنس/ بطالة/  |
| 2 آذار          | عيد مار يوحنا مارون                             | 15 حزيران           | عيد يسوع الفادي                          | 15 آب                | عيد انتقال العذراء/ بطالة/  | 14 كانون أول                | مار نعمة الله الحرديني     |
| 19 آذار         | عيد مار يوسف خطيب مريم / بطالة/                 | 24 حزيران           | عيد مولد مار يوحنا المعمدان              | 8 أيلول              | عيد ميلاد العذراء           | 20 كانون أول                | القديس اغناطيوس الانطاكي   |
| 25 آذار         | بشارة العذراء بحبلها بالسيد المسيح              | 29 حزيران           | عيد القديسين الرسولين بطرس وبولس/ بطالة/ | 14 أيلول             | عيد الصليب المقدس/ بطالة/   | 25 كانون أول                | عيد الميلاد المجيد/ بطالة/ |
|                 |                                                 |                     |                                          |                      |                             | 28 كانون أول                | مقتل أطفال بيت لحم         |

### الشعائر والليتورجيا
نشأت الطقوس المسيحيّة الأولى في أورشليم والتي دعيت أم الكنائس وسرعان ما نشأت عواصم أخرى للطقوس المسيحية، مثل أنطاكية حيث دعي المسيحيين بهذا الاسم للمرة الأولى والرها وهي أول بلاد اعتنقت المسيحية ومركز سرياني وثقافي كبير، ظلت محافظة على جذورها السريانية على عكس أنطاكية التي تأثرت بالطقوس الأورشليمية، ولذلك يعمد اللاهوتيون والمؤرخون إلى تقسيم الطقوس المسيحية الشرقية إلى عائلتين كبيرتين، الطقس الأول وهو الطقس الأورشليمي - الأنطاكي والثاني هو الطقس الرهاوّي، وفي وقت لاحق اعتبر نهر الفرات أصلاً لتلك القسمة فدعي الطقس الأنطاكي - الأورشليمي بالطقس الغربي في حين دعي الطقس الرهاوّي بالطقس الشرقي.
وداخل هاتين العائلتين الكبيرتين للشعائر الشرقية هناك أيضًا عدد من العائلات المتوسطة والصغرى ففي داخل الطقس الأنطاكي - الأورشليمي تمايز واضح بين طقسين: الأول سرياني خالص والثاني تأثر حتى غاص كليًا بالتراث الهليني اليوناني وهو اليوم المعتمد في الكنيسة الملكيّة بشقيها الكاثوليكي والأرثوذكسي، بيد أنه قد نشأت بمرور الأيام علاقات وثقى بين مختلف الطقوس فيُلاحظ أن الكنيسة الأنطاكية الأرثوذكسية وهي تتبع الطقس الأنطاكي اليوناني تعتمد نظرة الطقس الرهاوّي إلى التقديسات الثلاث موجهة إياها إلى الثالوث الأقدس، في حين أن الطقس الأنطاكي السرياني ينسبها إلى يسوع وحده، ولا يوجد طقس ماروني صرف، إنما الطقس الماروني هو جزء من الطقس الأورشليمي - الأنطاكي السرياني وهذا هو سبب تسمية الكنيسة بهذا الاسم، أي «الكنيسة الأنطاكيّة السريانية المارونية».

منظر من داخل كاتدرائية مار جرجس المارونية في وسط بيروت.

بيد أنّ الموارنة في الوقت نفسه ارتبطوا أيضًا بمحور هام هو المحور الرهاوّي السرياني، كما تأثر الملكيون فيما يخص التقديسات الثلاث كذلك تأثر الموارنة، إنما على صعد أخرى، فيُلاحظ استعمال الموارنة لنافور مار بطرس الثالث المسمى نافور شرر المنسق حسب المحور الرهاوّي، كذلك تُعد رتبة العماد والميرون المارونيّة رتبة رهاوية أيضًا. إن السبب الرئيسي لهذه الاقتباسات هو الاختلاط الطائفي في القرون الأولى للمسيحية في سوريا، فكان قرب دير مارون على سبيل المثال ديرًا آخر بنفس الاسم وإنما ينسب للراهب مارون النسطوري الذي عاش في زمن الإمبرطور موريق، ولما كان النساطرة يتبعون الطقس الرهاوي، أدى هذا التجاور إلى دخول الطقوس الرهاوية السابقة إلى الكنيسة المارونية، تمامًا كما دخل عدد من الكتب الطقسية والعادات اليعقوبية نتيجة للتجاور في مرحلة من مراحل القرون الوسطى في شمال لبنان، ومن هذه العادات الصلاة التي يتلوها المحتفل قبل الشروع بالقدّاس والتي أسقطتها الكنيسة عام 1992 لعدم أصالتها في التقليد الماروني. إن ماهو معروف عن الطقوس المارونية حتى القرن العاشر، وهي بعض الوريقات من كتاب «الشحيمة» أي كتاب الصلوات البسيطة للرهبان، يثبت أن الموارنة في العموم كانوا أقرب إلى الأصول الأنطاكية الأورشليميّة، وأن ما أخذه الموارنة من الرهاويين، قد سقط عدا ما نجا منه وهي رتب المعمودية والميرون ونافور شرر ورتبة الغسل يوم خميس الأسرار بدلاً من تعليق المصلوب كما هو الحال في سائر الكنائس الأنطاكية.
إن أول طبعة للقداس الماروني في العصور الحديثة ظهرت عام 1592 على يد تلامذة المدرسة المارونية في روما لكنها أثارت اعتراضات واسعة، حتى أن البطريرك ميخائيل الرزي وضع الحُرم الكنسي عليها ثم عاد فسمح بها، إذ إن الكتاب كما صدر حينها ابتعد عن التقليد الماروني بشقيه الغربي والشرقي وأخذ يقترب من الطقس اللاتيني، حيث أن الكلام الجوهري في هذه النسخة إنما هو من الطقوس اللاتينية مترجمًا إلى السريانية، وظهرت بعد قرن آخر النسخة الثانية عام 1716 والتي اعترض عليها العلماء الموارنة في كتابتهم القاسية، وكان المجمع اللبناني عام 1736 قد أمر بإنشاء لجنة لإصلاح الطقوس والقداس على رأسها، لكن اللجنة هذه لم تر النور، فكات الطبعة الثالثة عام 1763 في روما أيضًا، تلتها بدءًا من عام 1816 وحتى عام 1872 أربع طبعات صدرت عن مطبعة قزحيا قبل أن يصدر المطران الدبس رئيس أساقفة بيروت طبعتا بيروت الرسميتان عاميّ 1888 و1908، وجميع هذه النسخ إنما هي نسخة لطبعة عام 1716 وجميعها أيضًا مكتوبة باللغة السريانية ولم تظهر الطبعة الأولى بالحرف العربي حتى عام 1959 على يد جمعية المرسلين اللبنانيين الموارنة في جونيه، لتبدأ إثرها حملة إصلاح الطقوس المارونية حتى وصل عدد هذه الحملات إلى عشرين، وصدرت عام 1973 رتبة بسيطة للقداس مؤلفة من خدمة واحدة مع نافور واحد على عهد البطريرك المعوشي على سبيل الاختبار، وأقر المجمع البطريركي عام 1982 الرتبة المفصلة، ثم أعيد دراستها ورفعت إلى دوائر المجمع الشرقي في الفاتيكان وصدرت بشكلها النهائي بموجب المرسوم البطريركي عدد 1992/479 معيدةً إلى الطقس الماروني بهاءه الأول. وكانت الرتب الأخرى قد صدرت عن جامعة الروح القدس في الكسليك عام 1984 وينتظر أن تصدر نسخة جديدة نهائية من بكركي.
يتألف القدّاس المسيحي من قسمين هما قسم الكلمة وقسم القربان، يطلق على القسم الأول اسم «ما قبل النافور» أو «الخدمة» في حين يطلق على القسم الثاني اسم «النافور وما بعد النافور»، وللكنيسة السريانية عمومًا تنوّع واضح في قداديسها، فبينما توجد في الكنيسة الملكية أو الكنيسة اللاتينية خدمة واحدة فقط، تحوي الكنيسة السريانية 73 خدمة متبدلة بحسب العام، والأمر نفسه يصدق بالنسبة للقسم الثاني من القدّاس فبينما تحوي الكنيسة الملكية الكاثوليكية على ثلاث نوافير فقط تحوي الكنائس السريانية عامة على ما يفوق الثمانين نافورًا، اعتمدت الكنيسة المارونية منهم ثمانية يرقون لما قبل القرن العاشر، وهكذا لا تعتبر هذه الطقوس مجرد ترديد الكلام نفسه، طيلة العام بل تؤدي إلى خلق حركة تجديد في الإيمان.
أما سائر كتب الصلوات المارونية فهي كثيرة: صلوات الصباح والمساء ونصف النهار على مدار العام، رتبة تبريك الشموع، رتبة تبريك الزيتون، رتبة تبريك الرماد، رتبة تبريك المياه، رتبة تبرك الزيت يوم أربعاء القنديل - أربعاء أسبوع الآلام - رتبة سجدة الصليب يوم الجمعة العظيمة، رتبة الغفران يوم سبت النور، رتبة السلام يوم أحد الفصح، رتبة السجدة يوم أحد العنصرة، رتبة افتتاح كنيسة جديدة، رتبة الخطبة والزواج ورتبة الجنازات؛ وجميعها تخضع لتنسيق القسم الأول ذاته من القداس المعروف باسم الخدمة، بمعنى أنها تتألف من صلوات البدء الثلاثة لتمجيد الله، يليها صلوات الغفران مصحوبة بالترانيم والبخور قبل أن تلحق بالتقديسات الثلاث والإنجيل وصلوات الختام، وهذه الرتب منسقة وفق الطقس الأنطاكي السرياني المعروف بالغربي وما نتج عنه من تطورات مارونية لاحقًا، وهناك أيضًا رتبة المعمودية والميرون ورتبة الغسل يوم خميس الأسرار وهي تتبع التقليد الرهاوي السرياني؛ ومن الأمور الخاصة بالموارنة في الطقوس، نتيجة للتطورات الحاصلة منذ القرن الحادي عشر، الصلاة التي تلي التقديسات الثلاث وكذلك مزمور القراءات الموزون على اللحن السرياني التقليدي رمرمين وكذلك الصلاة التي تلي تقديم القرابين والتي تختتم بدعاء «بدل عطاياهم الزائلة هب لهم الحياة والملكوت».

## الواقع

### الإدارة

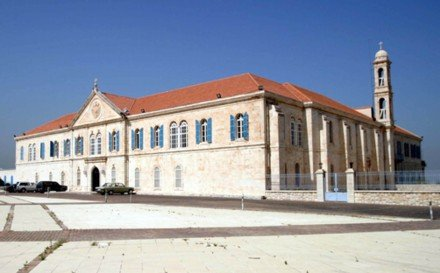
الصرح البطريركي في بكركي.

يعتبر بطريرك أنطاكية رأس الكنيسة المارونية هو سلطة مكانية ورعائية ومقوننة وفق الشرائع الكنسيّة على الإكليروس ومؤمني الكنيسة ويعتبر أب الآباء ورئيس الرؤساء والراعي والمدبر، بل أطلق عليه لقب غريب خلال القلاقل التي حصلت منتصف القرن التاسع عشر وهو «حامي حريمنا»، وقد لعب البطاركة الموارنة دورًا هامًا في سياسة لبنان الداخلية منذ عام 1770، وبلغ ذلك ذروته عام 1920، عندما وُلد لبنان الكبير، بإلحاح البطريرك الحويّك، ولا يزال للبطاركة دور هام في مسرح السياسة اللبنانيّة إذ يعبرون عن آرائهم في كل قضية تقريبًا.
يعاون البطريرك المجمع المقدس للكنيسة المارونية الذي يتألف من مطارنة الأبرشيات والوكالات والمطارنة المتقاعدين، ويبلغ عدد الأبرشيات سبعًا وعشرين أبرشية وعدد أعضاء المجمع ستة وأربعين عضوًا. وقد كان للبطريرك في السابق صلاحيات مطلقة على الكنيسة والشعب غير أن المجمع اللبناني عام 1736 حد من الصلاحيات ونقل قسمًا كبيرًا منها إلى المجمع المقدس جاعلاً من المطران أعلى سلطة في أبرشيته ومنيطًا السلطة التشريعية في الكنيسة بالمجمع المقدس.
ينبثق عن المجمع سلسلة أمانات ولجان فرعية أمثال اللجنة البطريركية للشؤون الطقسية واللجنة البطريركية للاحتفالات الطقسية، ويلتأم المجمع سنويًا في شهر يونيو للتباحث في الشؤون الكنسيّة والعامة، كما يعقد مجلس المطارنة الموارنة اجتماعًا شهريًا، ويمكن تشبيه المجلس المذكور بالمجمع المصغر. يتبع للبطريركيّة أيضًا مركز إحصاء ومركز آخر للدراسات والبحوث يصدر في كل عام عددًا كبيرًا من التقارير والدوريات التي تلقي الضوء على مشاكل الرعايا ليسعى إلى حلها قبل تفاقمهما، إلى جانب عدد من المؤسسات التعليمية الأخرى، كما تشرف الكنيسة عن طريق البطريركية أو الرهبنات، على عدد من المزارات وأماكن الحج والعبادة الهامة على رأسها مزار سيدة لبنان في حريصا، الذي شيّد بجهود البطريرك إلياس الحويك عام 1904. أما الشرع المطبق والناظم لأعمال المجمع وسائر الشؤون الإدارية في الكنيسة هو قانون الكنائس الكاثوليكية الشرقية الذي صدر في أعقاب المجمع الفاتيكاني الثاني، ورغم استقلال الكنيسة المارونية فإن للكرسي الرسولي صلاحيات بارزة في الإدارة، فإقالة المطارنة حق حصري للبابا بناءً على اقتراح البطريرك، وكذلك تعيين المطارنة بناءً على انتخاب المجمع، وجملة من قضايا إدارية عاليّة أخرى.
يشارك العلمانيون، وهي التسمية الكنيسة للمؤمنين العاديين من غير الكهنة والرهبان، في الإدارة عن طريق المجالس الرعويّة والوقفيّة في الأبرشيات، إلى جانب بعض المجالس الأعلى كالرابطة المارونية في لبنان والتي تشابه المجلس الملي العام في مصر، ويعود تاريخ تأسيسها عام 1952. وتجمع البطريركيّة علاقة طيبة مع مختلف دول الجوار والوسط والمحيط، سيّما الأردن وقطر والإمارات العربية المتحدة والكويت، ووتحافظ الكنيسة على تراثها وهويتها السريانية، وتعمل لإزالة آثار الليتنة، ومن القرارت التي يمكن النظر إليها بهذا الخصوص استخدام الأيقونات السريانية حصرً في جميع الكنائس المارونية، بدلاً عن التماثيل أو الأيقونات المأخوذة من الفن اللاتيني.

### الرتب الكنسيّة
تعتبر الكنيسة المارونية من الكنائس التقليديّة، أي التي تقر بتسلسل السلطات في الكنيسة وفق نظام كهنوتي محدد؛ وتتمسك كغيرها من الكنائس التقليدية بكون القديس بطرس مؤسس الكرسي الأنطاكي وأول بطريرك له، ولهذا السبب يضيف البطاركة الموارنة اسم بطرس لأسمائهم؛ ويحوي سلك الكهنوت الماروني عددًا كبيرًا من الرتب: هناك أولاً القندلفت أي الذي يحضّر الأمور المادية في الكنيسة، يليه الشماس من الدرجة الصغرى، ثم رئيس الشمامسة والشماس الإنجيلي، وهو الشمّاس الذي يستعد ليصبح كاهنًا، وهؤلاء لا يحق لهم إقامة شعائر العبادة داخل الكنيسة، إلا بصفتهم معاونين فقط، أما أصغر رتبة يحق لها إقامة شعائر العبادة فهي الكاهن، يليه الخوري أو كبير الكهنة ثم الخورأسقف، أي المفوّض من أسقف الأبرشية القيام بمهام الأسقف داخل مقاطعته أو رعيته ثم هناك الأسقف أو رئيس الكهنة يليه المطران أي رئيس الأساقفة، ويتربع على قمة الهرم البطريرك؛

### الرهبنة
تعتبر الكنيسة المارونية كما عرفها المجمع البطريركي، كنيسة رهبانية بالنظر إلى نشأتها المنبثقة من دير مار ارون والتي طبعت جملة من التقاليد الثابتة في مسيرتها؛ خلال القرون الوسطى كانت الحركة الرهبانية مجموعة أديار مستقلة عن بعضها البعض مع عدد وافر من النساك والحبساء سيّما في وادي قنوبين شمال لبنان، أما القوانين المرعيّة فهي سلسلة تقاليد شفهية ومتوارثة إلى جانب قوانين أنطونيوس الكبير، وغالبًا ما كان يرأس الدير أسقف. وفي عام 1695 تم على يد ثلاثة شبان موارنة من حلب هم عبد الله القرآلي وجبرائيل حوّا ويوسف التبن، إصلاح الرهبنة ووضع قوانين ثابتة لها وإدخال بعض التعديلات الغربيّة، على أنظمتها كفترة الابتداء لمدة سنتين قبل إبراز النذور الرهبانية. وفي 10 نوفمبر 1695 وافق البطريرك أسطفان الدويهي على هذه القوانين وتأسست بذلك الرهبنة اللبنانية المارونية؛ وثبت الكرسي الرسولي قوانين الرهبنة عام 1732 وبذلك أصبحت الرهبنة اللبنانية حبريّة أي تتبع البابا لا البطريرك. وقد ساهم تعليم الرهبان والأنظمة الديرية الحديثة كانتخاب رئيس الدير في تزايد عدد المقبلين نحو الرهبنة المنظمة لا الأديار المستقلة، كما أخذت الأديار تدريجيًا تنضم إلى الرهبنة حتى اختفت الأديار المستقلة منتصف القرن التاسع عشر. عام 1700 تأسست الرهبنة الأنطونية ثاني الرهبنات المارونية المحلية، وفي عام 1770 انقسمت الرهبنة اللبنانية إلى قسمين هما الرهبنة اللبنانية المريمية والرهبنة البلدية، وتوسعت الأديار والرهبنات وظهرت الرهبنات النسائيّة سيّما راهبات العائلة المقدسة المارونيات اللواتي أسسهنّ البطريرك الحويك عام 1898، وراهبات القلبين الأقدسين وسواهم؛ كما اتجه عدد من الشبّان الموارنة نحو الرهبنات الكاثوليكية العامة كاليسوعية والكبوشيّة، وانخرطوا بالتالي في الطقس اللاتيني، ما أثار جدالات متواصلة في الطائفة حول هذه القضية لم تتوقف مطلقًا.

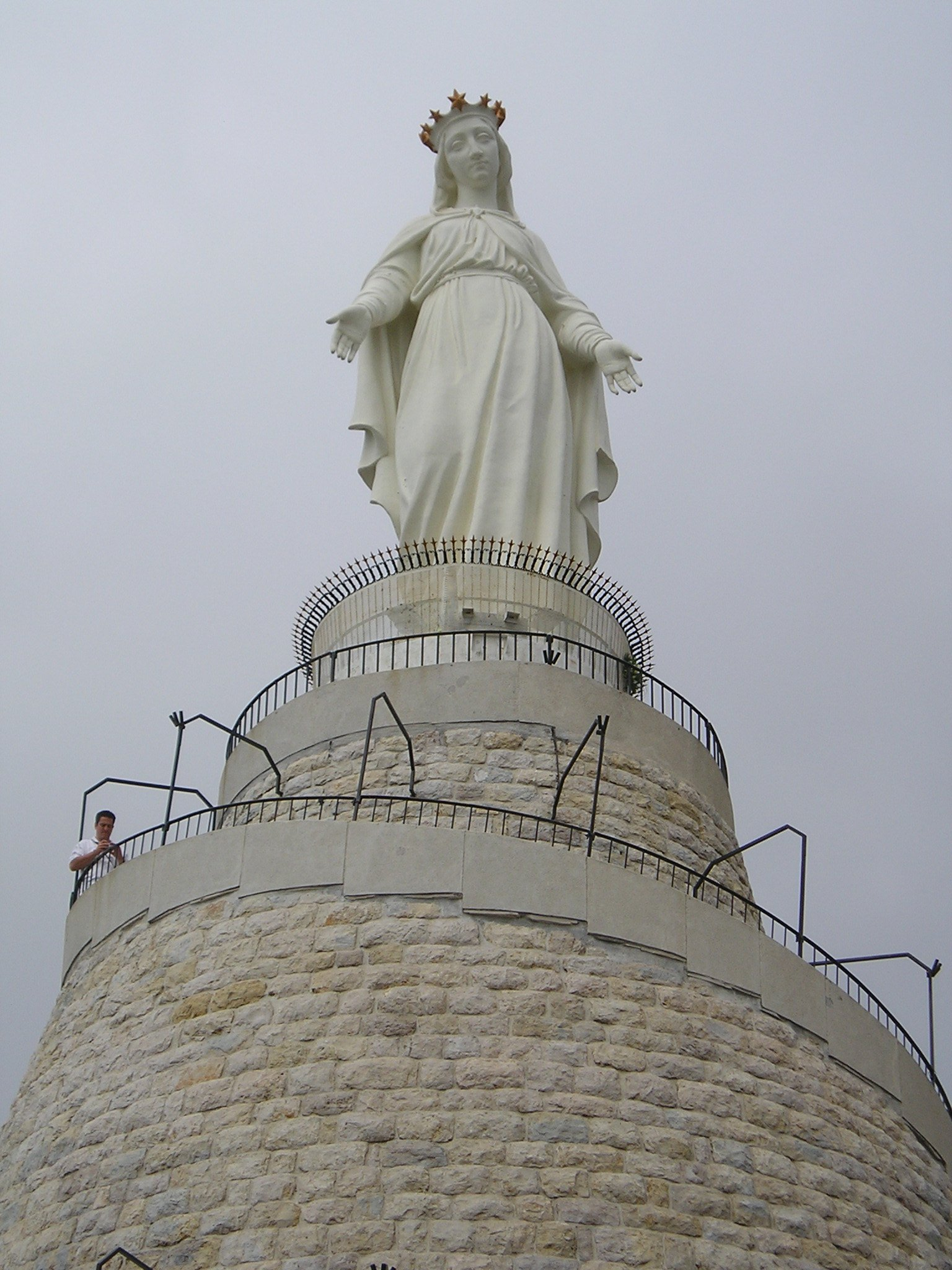
مزار سيدة لبنان حريصا، افتتح يوم 4 مايو سنة 1904.

أغلب الرهبات والرهبان الموارنة اليوم، يقدمون خدمات تتعلق بالتعليم والتمريض وإدارة المدارس والمياتم ومساعدة الفقراء وغيرها من الخدمات الاجتماعية الشعبية المتنوعة، أما النط التقليدي من النسك والتوحد فهو انقرض أو كاد. علمًا أن الرهبنة المارونية قدمت ثلاث قديسين للكنيسة الجامعة هم شربل مخلوف ونعمة الله الحرديني ورفقا الريس والطوباوي يوسف اسطفان. في عام 1986 كان عدد الأديار في لبنان وحده نحو ثمانين ديرًا يقطنها سحابة خمسة آلاف راهب وراهبة مارونية.

### التعليم
حسب الموفد البابوي جيروم دنديني الذي زار الموارنة أواخر القرن السادس عشر، وكما كان الحال في أغلب بلاد الشام خلال الحكم العثماني، فإن الأميّة كانت متفشية، «وحتى الكهنة، هم أيضًا كانوا جهلة لا يعرفون إلا القراءة والكتابة». أخذ الوضع بالتبدّل منذ أواخر القرن السابع عشر، ففي عام 1696 تأسست مدرسة مار يوسف في زغرتا لتعليم الأولاد وفي عام 1721 بات من واجب الرهبان تعليم أولاد القرى القراءة والكتابة، ومن ثم أجبر المجمع اللبناني عام 1736 الأهل إلى إرسال أولادهم للدراسة في المدارس التي كانت غالبًا ما تتبع الكنيسة ورهبانياتها بنظًا لغياب الدولة، وقد جاء في قرارات المجمع تعليم البلاغة العربية والفلسفة والرياضيات والمساحة الوفلك واللاهوت والحقوق وغيرها من العلوم العالية. كما ساهم خريجو المعهد الماروني في روما في نشر العلم والثقافة. هذا التثقيف في القرن الثامن عشر هو من ولد النهضة الثقافية في القرن التاسع عشر، والتي توجت بتأسيس أولى جامعات المشرق، منها ذات الطابع الماروني مثل جامعة القديس يوسف وجامعة الروح القدس ومعهد الحكومة وسواها. تشمل المؤسسات التعليمية أيضًا المدارس الابتدائية والثانوية والجامعات في لبنان وهي منظمة عن طريق الأمانة العامة للمدارس الكاثوليكية في لبنان، كذلك فإن المجمع البطريركي الماروني قد أفرد نصًا خاصًا عن المؤسسات التعليمية التابعة للكنيسة.

### الاغتراب
باستثناء المناطق القريبة مثل سوريا وفلسطين وقبرص فإن الاغتراب في الكنيسة المارونية قد بدأ في القرن التاسع عشر وتفاقهم خلال الحرب العالمية الأولى والحرب الأهلية اللبنانية، حتى بات موارنة المغترب ضعفي موارنة لبنان. حاولت الكنيسة الحفاظ على الصلات مع المغتربين عن طريق إنشاء رعايا لها في المغترب ثم ما عرف باسم «أبرشيات المهجر» رغم تقييد الكرسي الرسولي على إنشائها، ورغم نجاح أبرشيات المهجر إلا أنها في الوقت ذاته فشلت في الوصول إلى المغتربين أينما حلوا، وهو ما دفع لانخراط أعداد كبيرة منهم خصوصًا في الأجيال الأولى من الهجرة في الكنائس المحلية سيّما الكنيسة الرومانية الكاثوليكية.
تسعى الكنيسة للاهتمام بالمغتربين عن طريق طباعة كتب الصلوات والطقوس باللغات المحلية، وتكثيف زيارات البطريرك إليهم وإنشاء اليوم العالمي للشباب الماروني للتعرف إلى لبنان، ومحاولة إعادة من انخرط في الكنيسة اللاتينية مجددًا إلى الكنيسة الأم، إلى جانب إنشاء أمانة خاصة للمغتربين في البطريركية وغيرها من المقترحات التي ناقشها واقرّها المجمع البطريركي في نصّه الثالث.

### الإعلام الديني
يتبع للكنيسة المارونية عن طريق الرهبنات أو الأبرشيات مجموعة من الأدوات الإعلامية الخاصة، مثل فضائية نور سات وإذاعة صوت المحبة، وعدد من المجلات والدوريات على رأسها «المجلة البطريركيّة»، وتتوحد إدارة مختلف أجهزة الإعلام الكنسية تحت إدارة «المركز الكاثوليكي للإعلام» والذي أنشأ بناءً على توصيات المجمع الفاتيكاني الثاني.

## معرض الصور

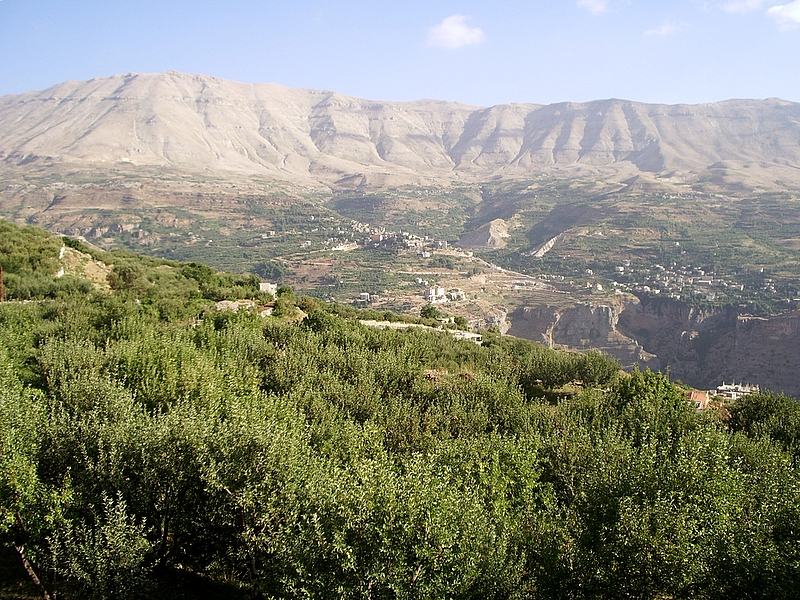
منظر عام لوادي قاديشا، المقر الرابع للبطريركية.
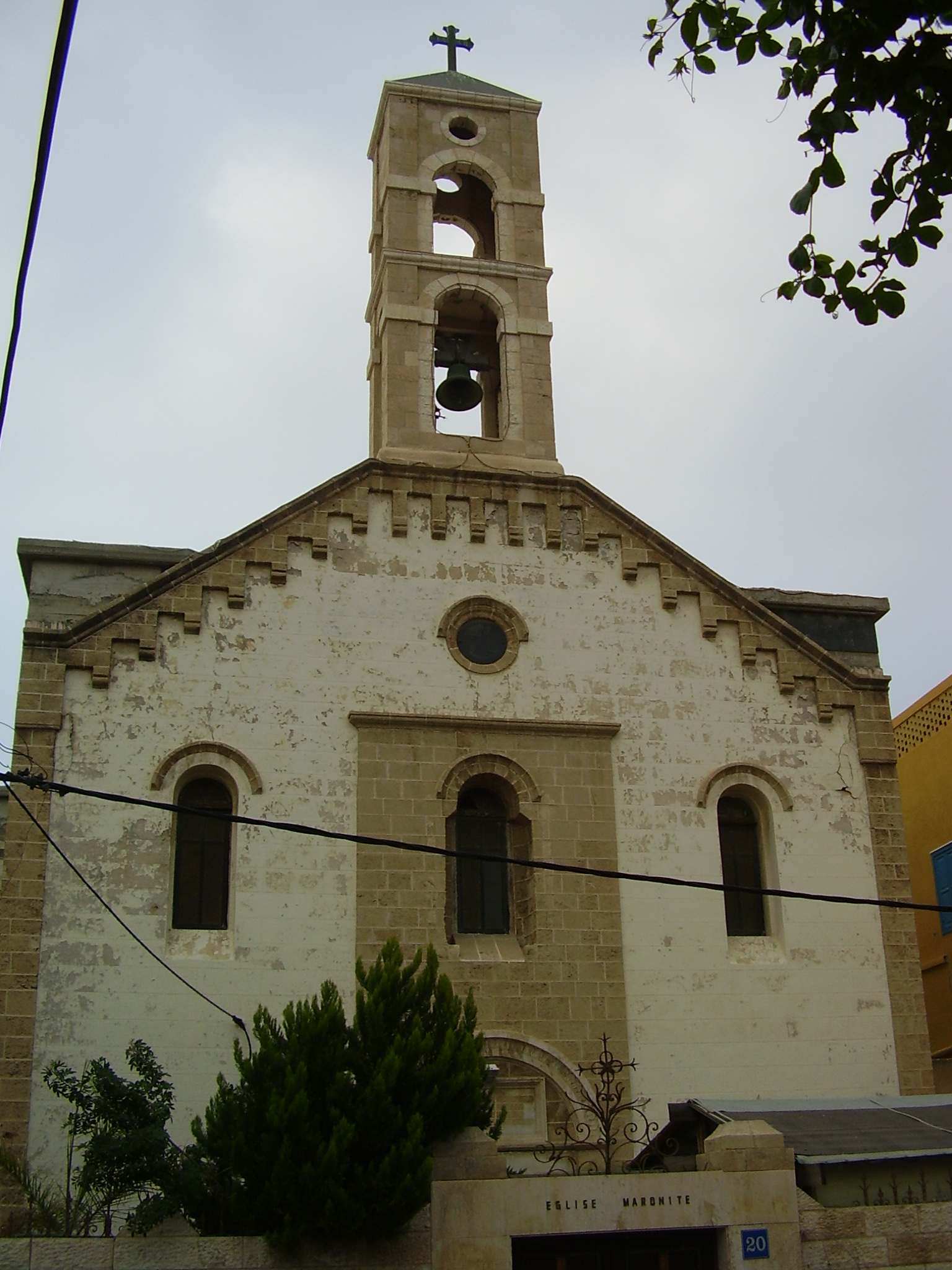
كنيسة مار أنطونيوس المارونية في مدينة يافا.
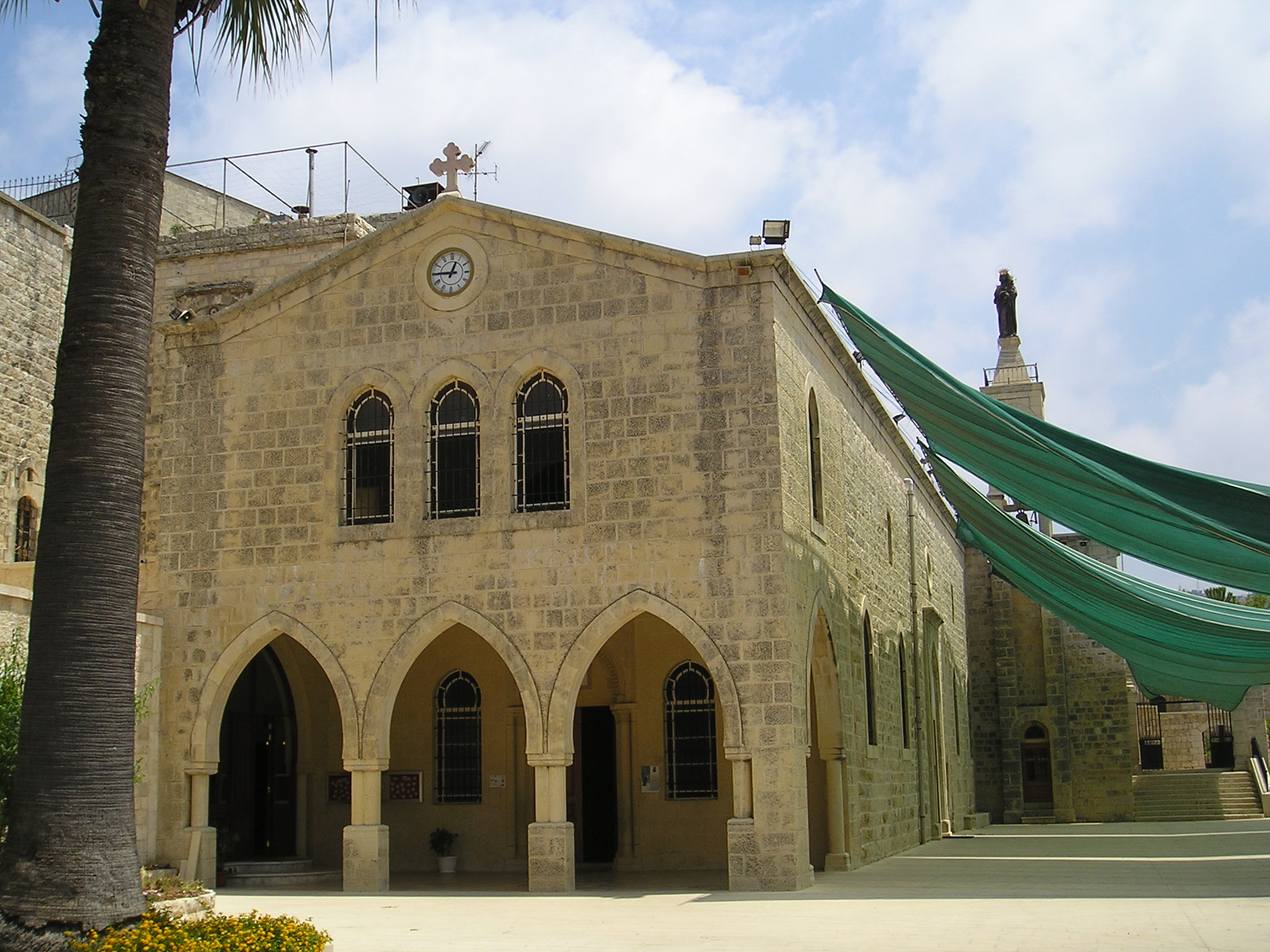
كنيسة سيدة التل المارونية في بلدة دير القمر بلبنان.
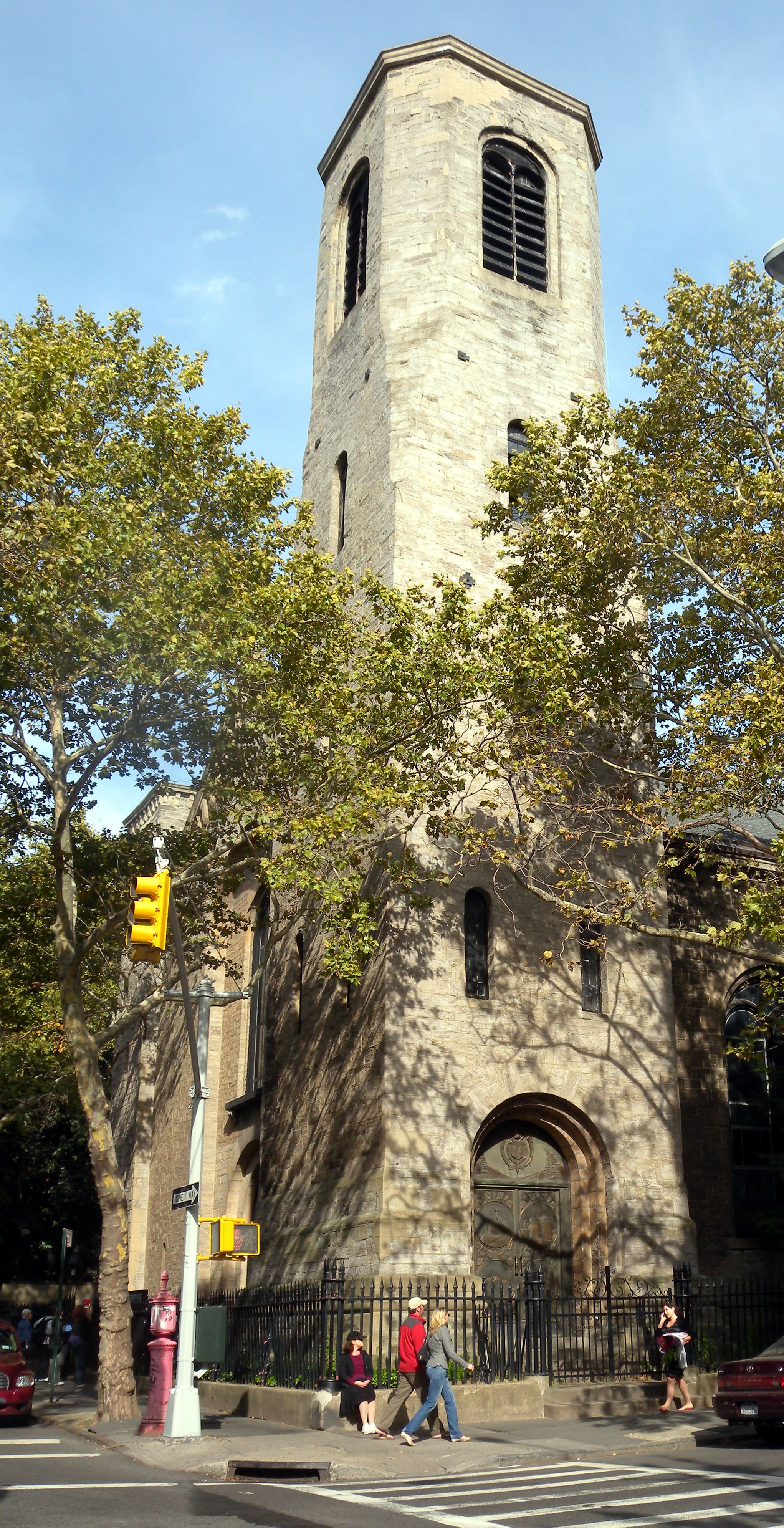
برج كاتدرائية سيدة لبنان المارونية في بروكلين بنيويورك، الولايات المتحدة الأمريكية.
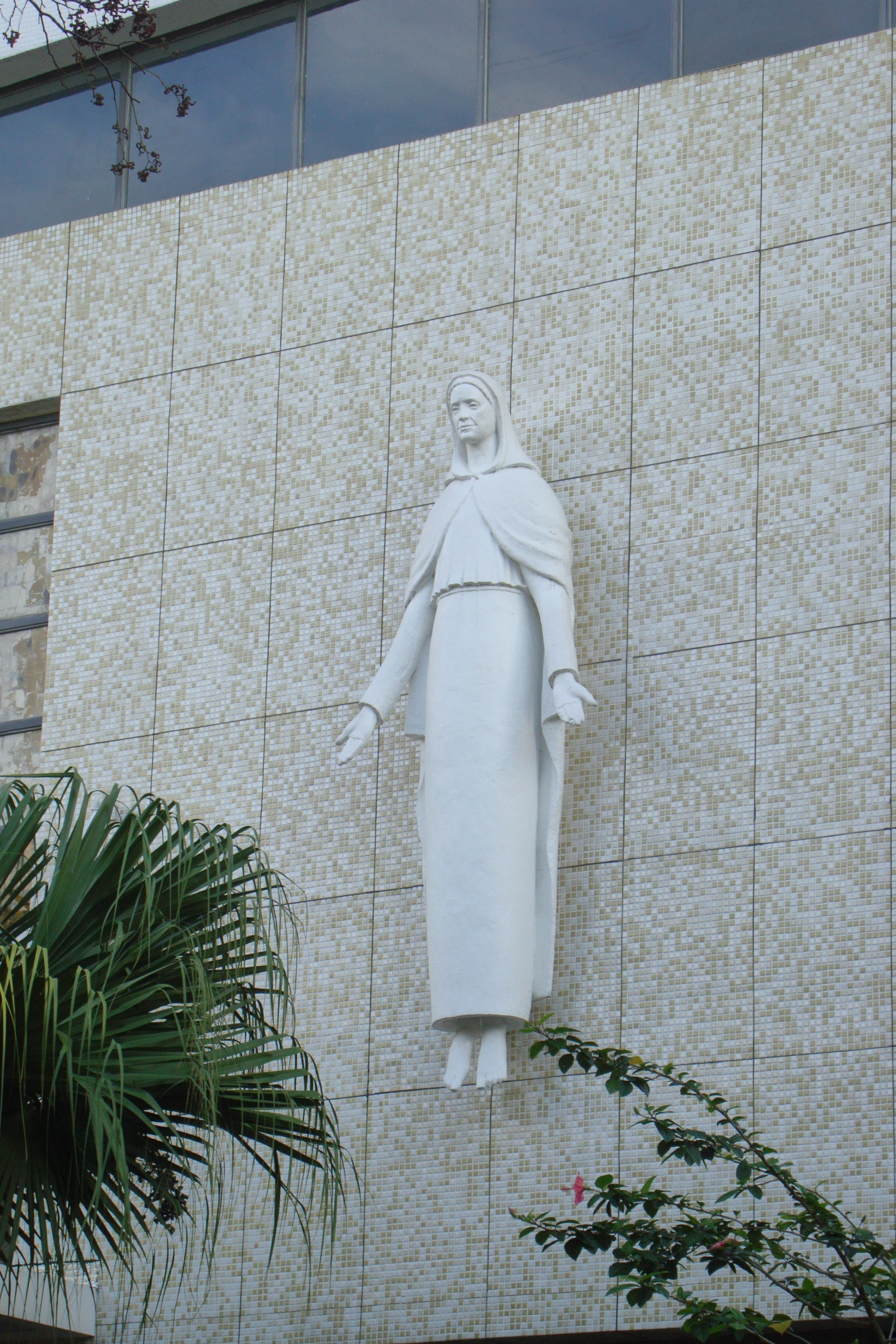
تمثال لمريم العذراء من كنيسة سيدة لبنان في بورتو أليغري بالبرازيل.
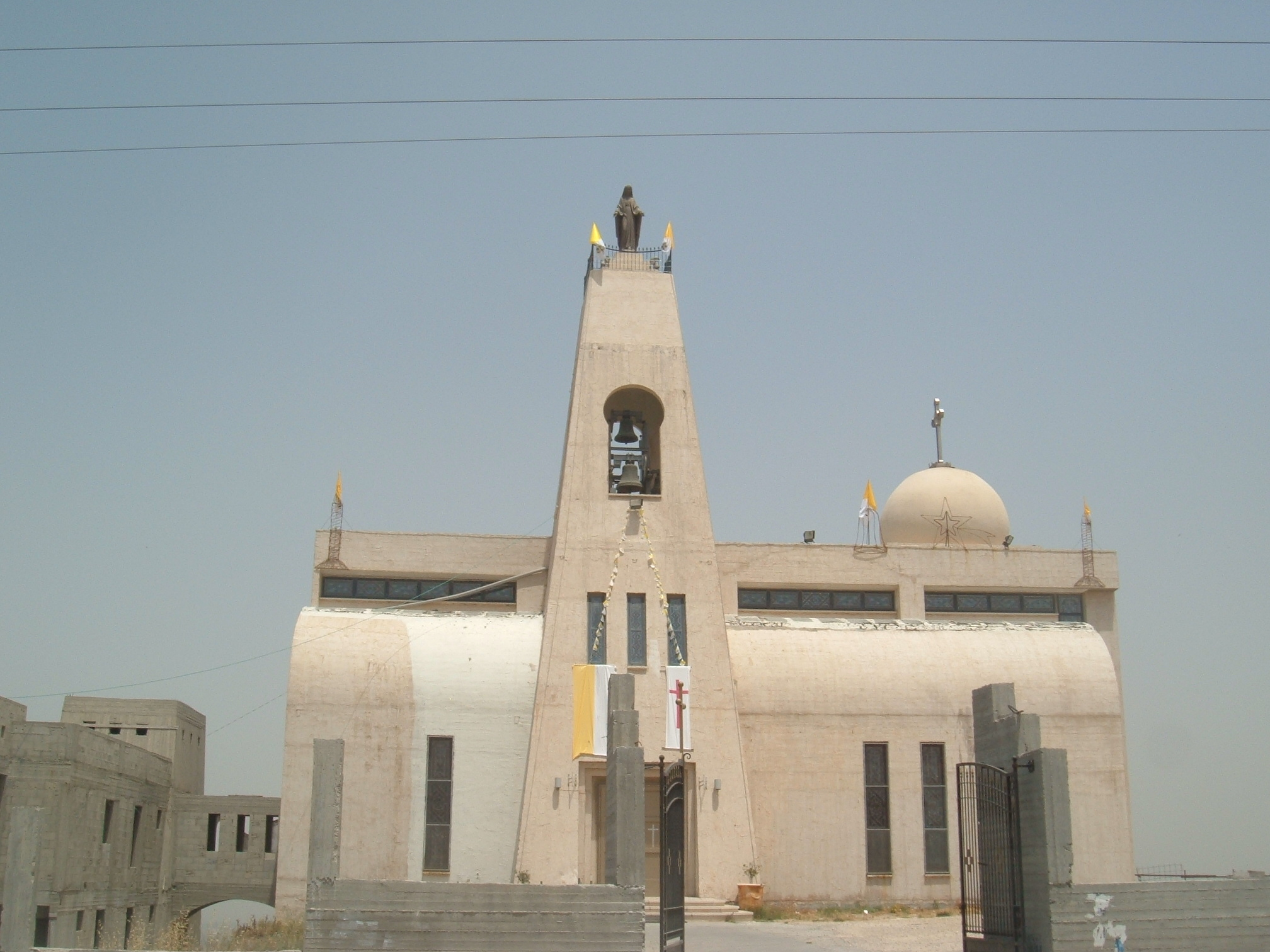
كنيسة مار أنطونيوس المارونية في مدينة الناصرة بإسرائيل.
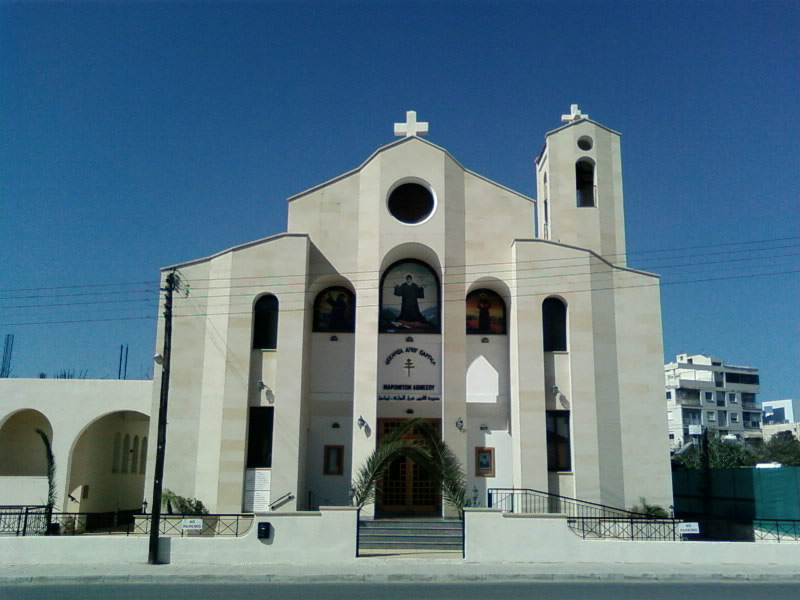
كنيسة مار شربل في ليماسول بقبرص، والتي بُنيت على يد المطران بطرس الجميّل بتاريخ 25 يناير عام 2003.
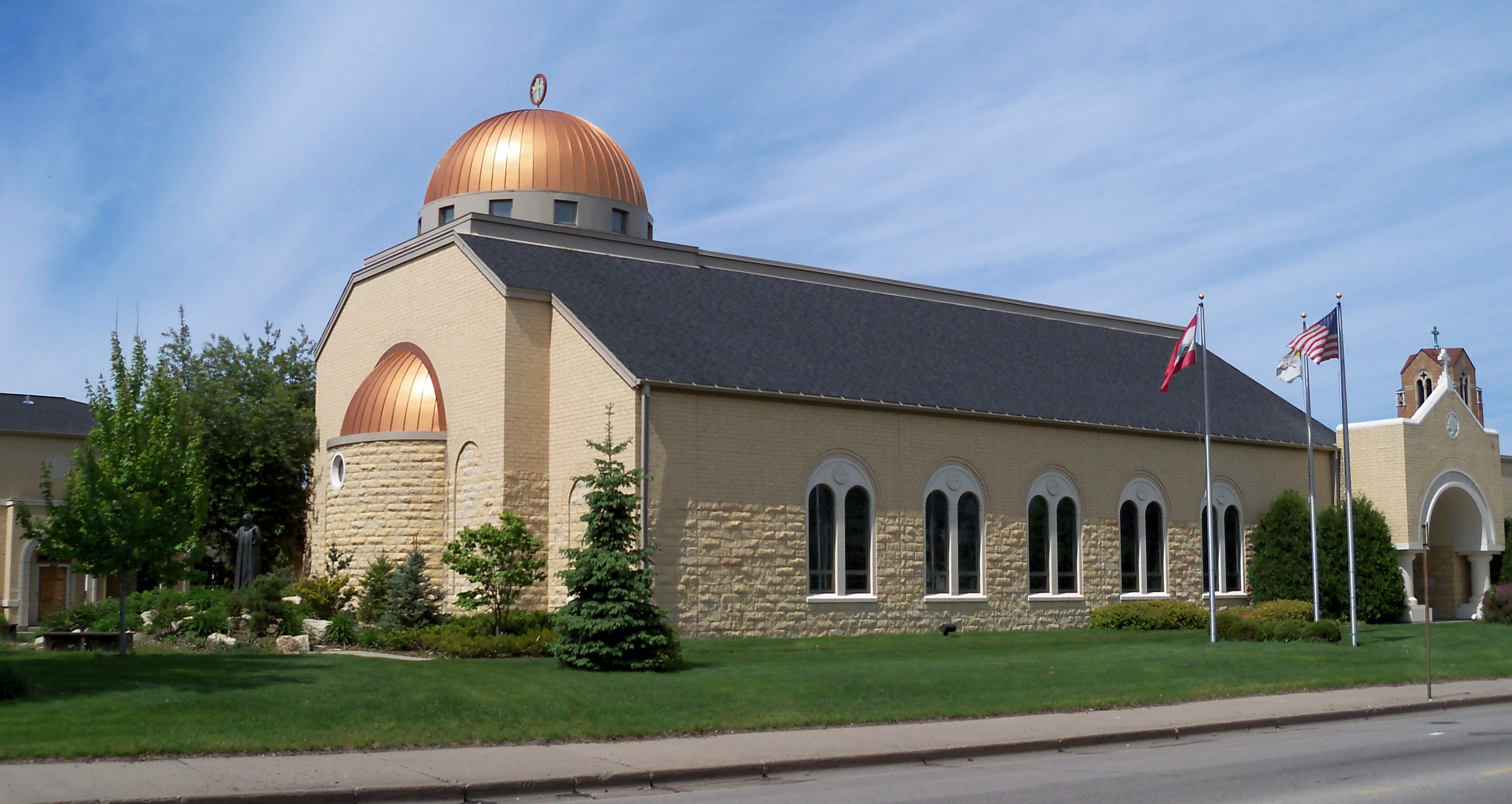
كنيسة مار مارون بمدينة مينيابوليس بولاية مينيسوتا، الولايات المتحدة الأمريكية.
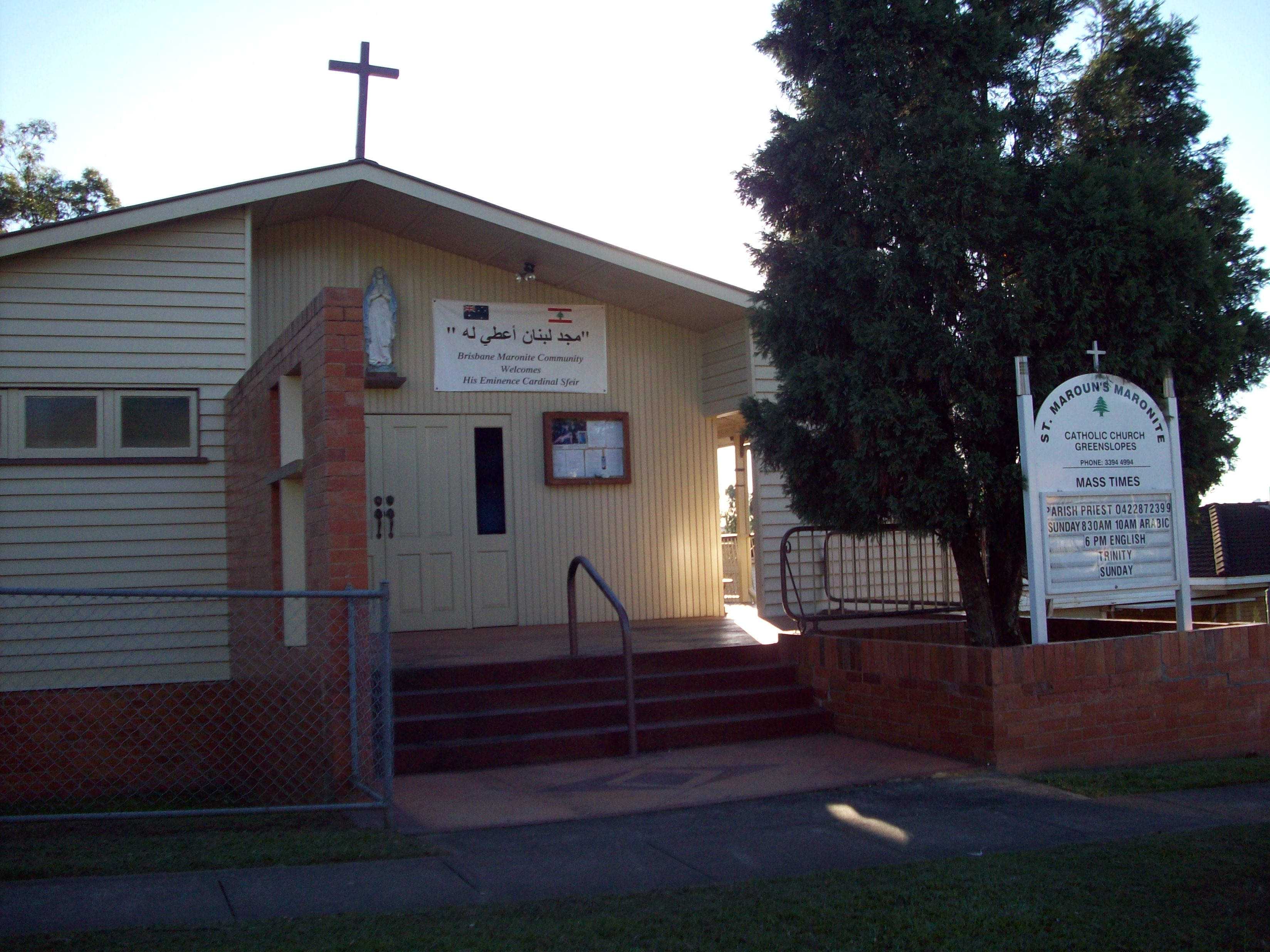
كنيسة مارونية في غرينسلوبس بولاية كوينزلاند، أستراليا.
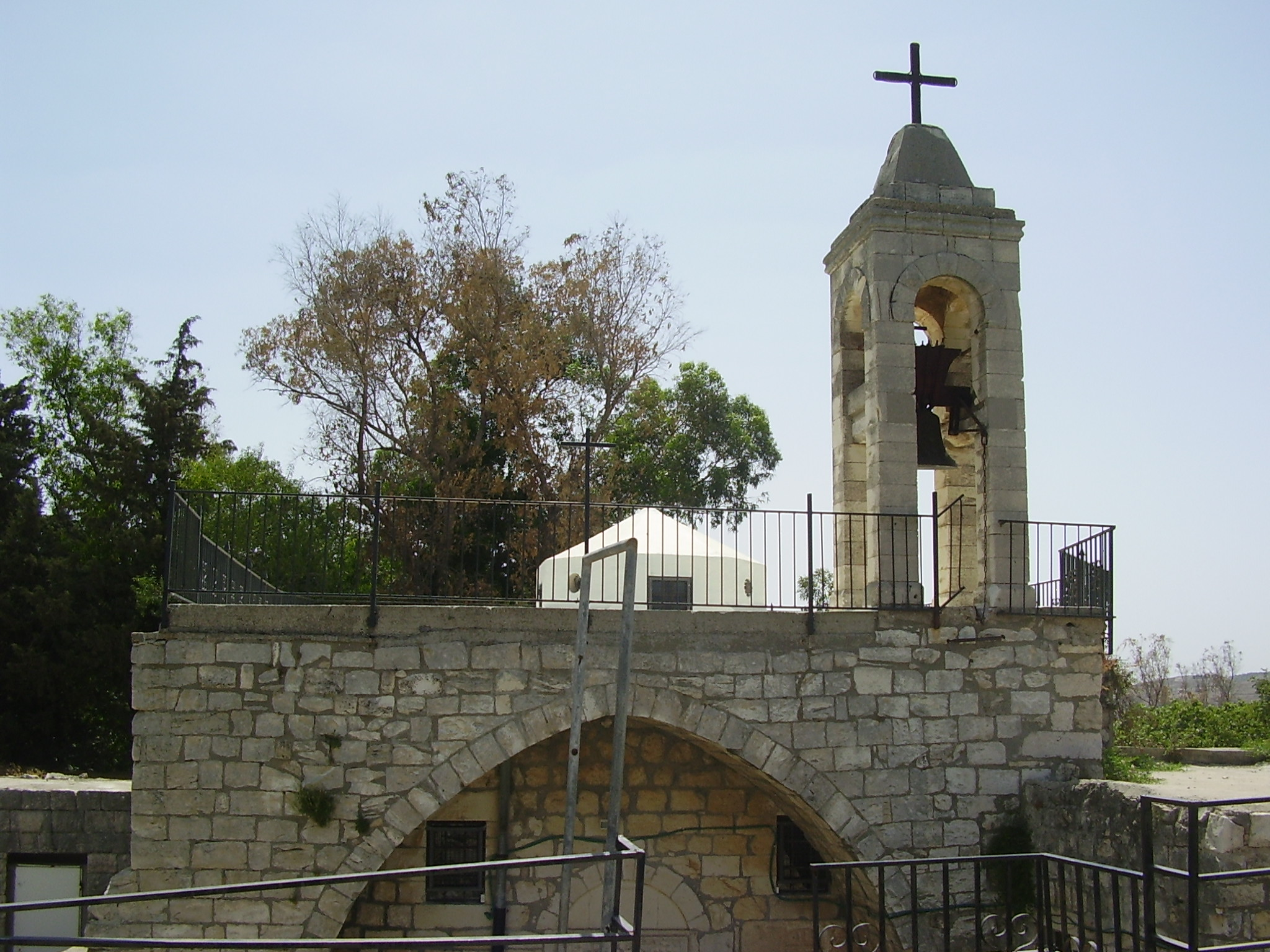
كنيسة مارونية في قرية كفر برعم المهجرة، إسرائيل.
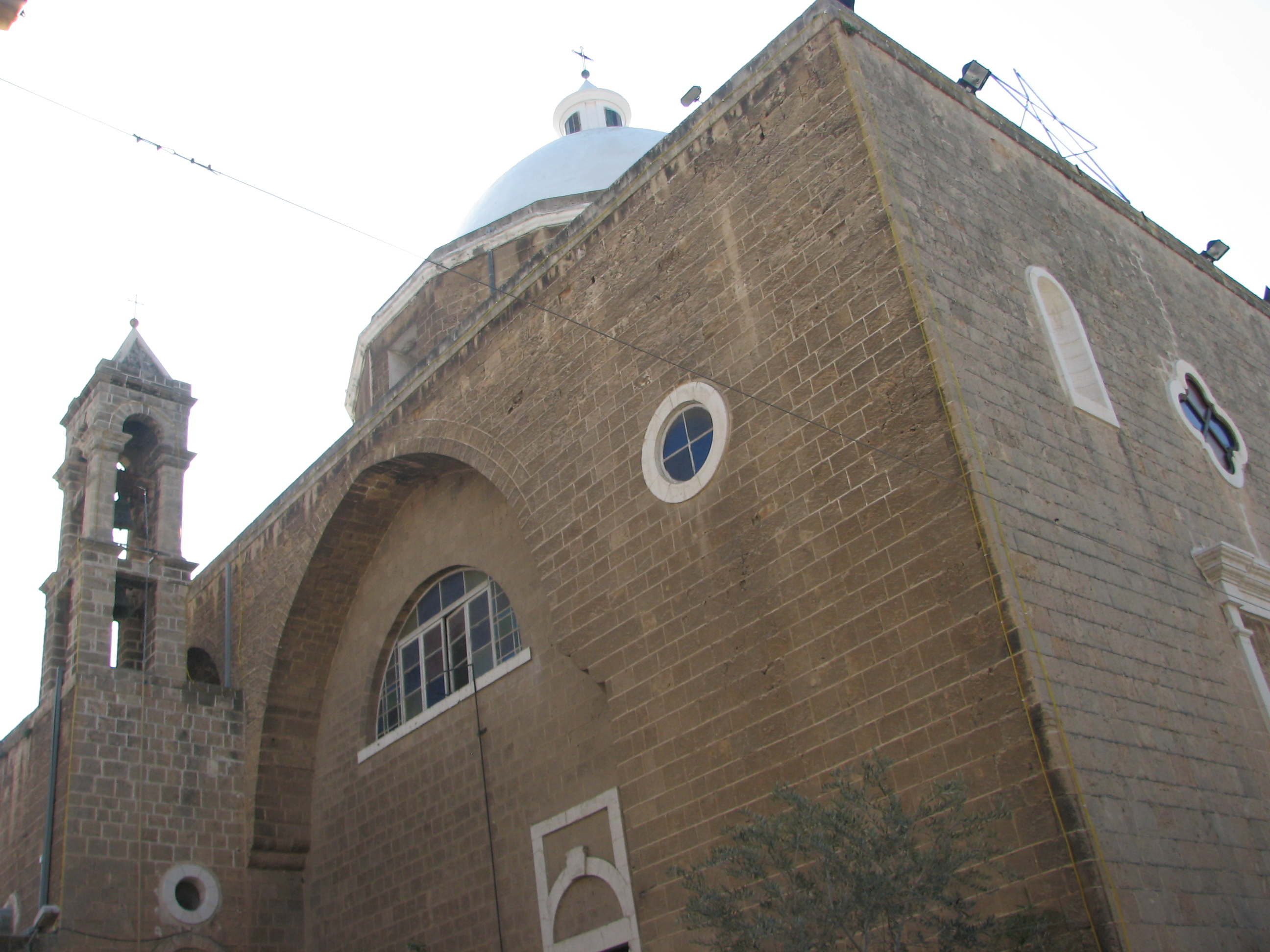
كنيسة القديس لويس المارونية في حيفا.
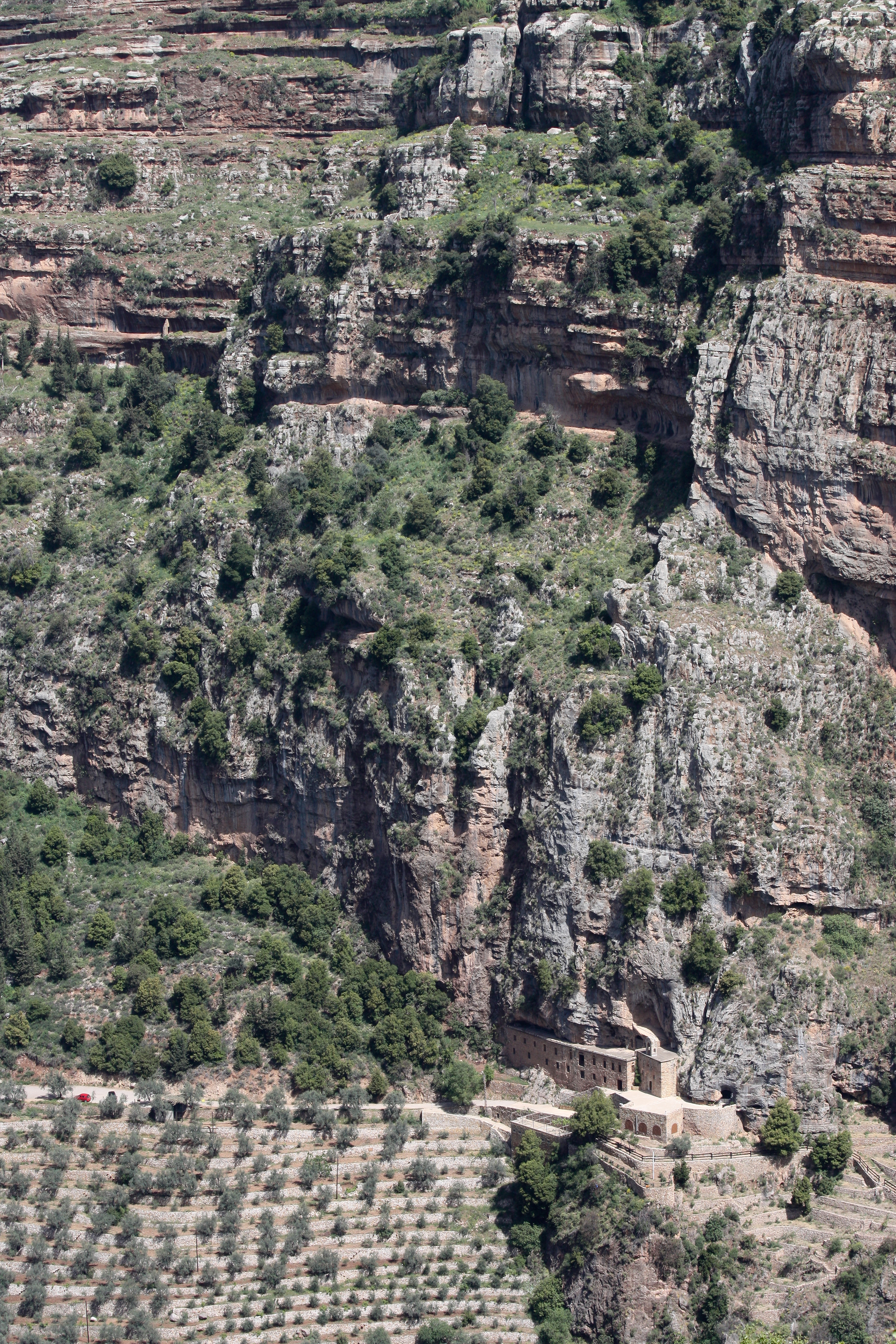
دير مار أشعياء في وادي قاديشا.
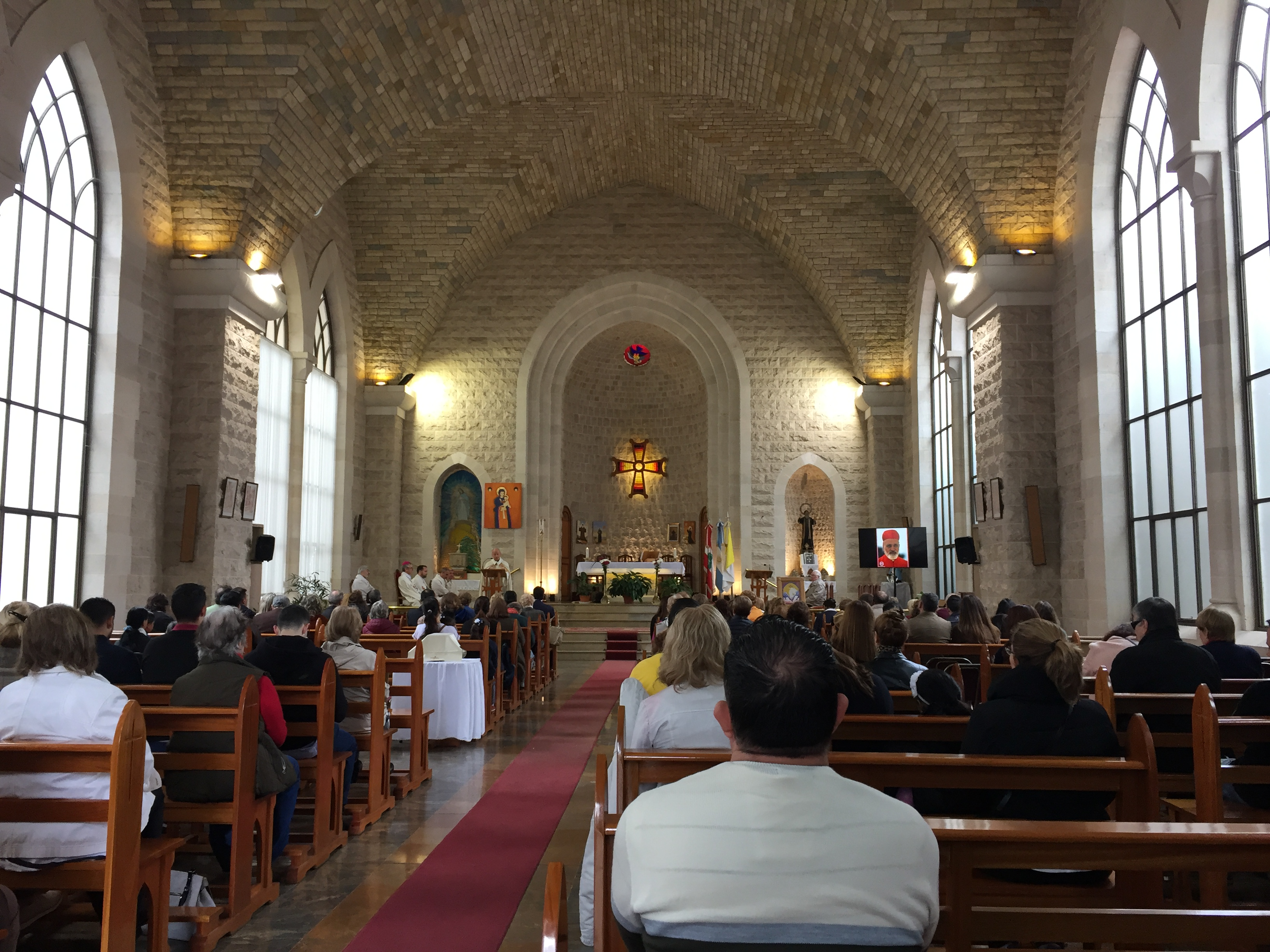
داخل كاتدرائية كنيسة مار مارون في بوينس آيرس.
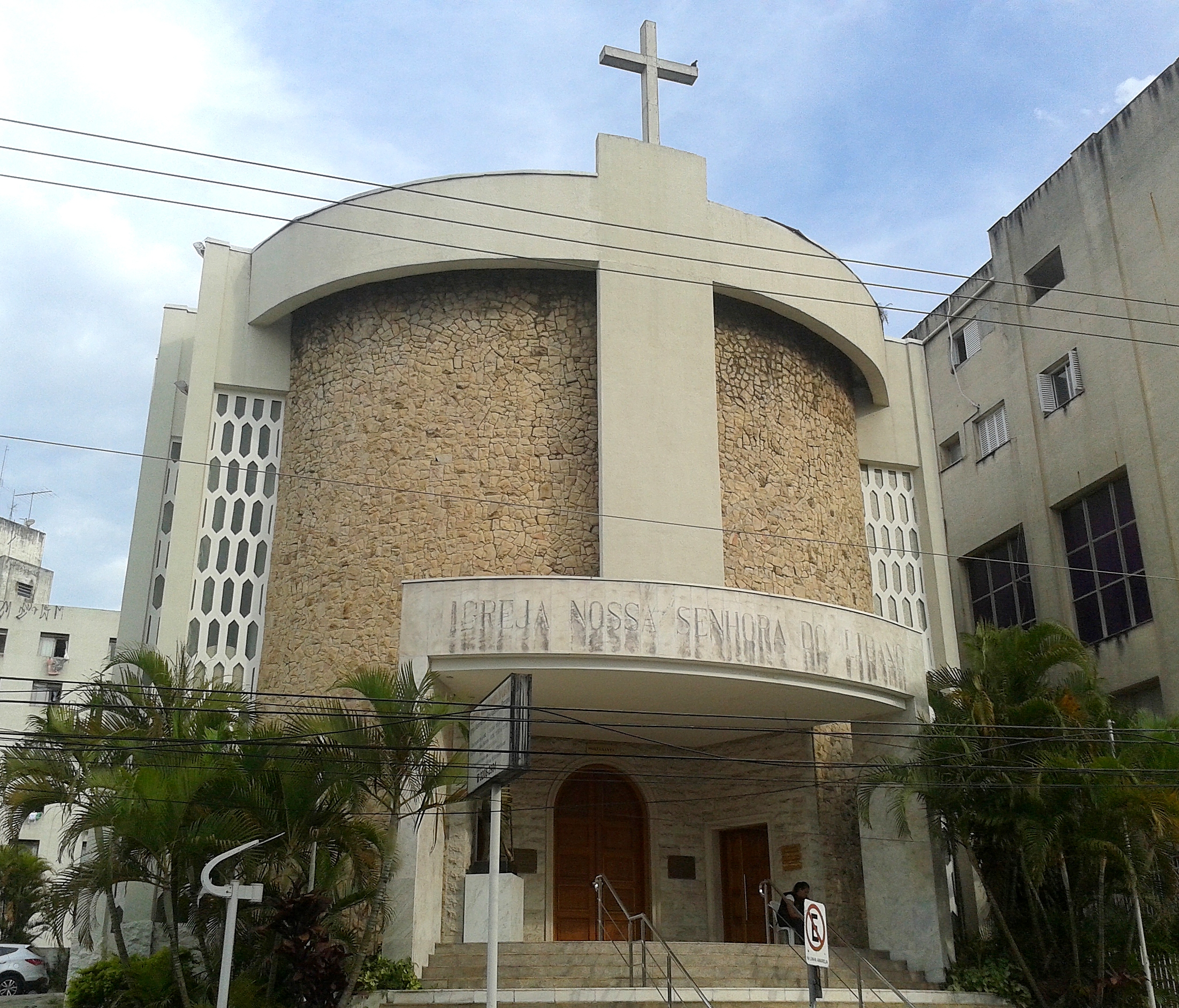
كنيسة سيدة لبنان في ساو باولو.
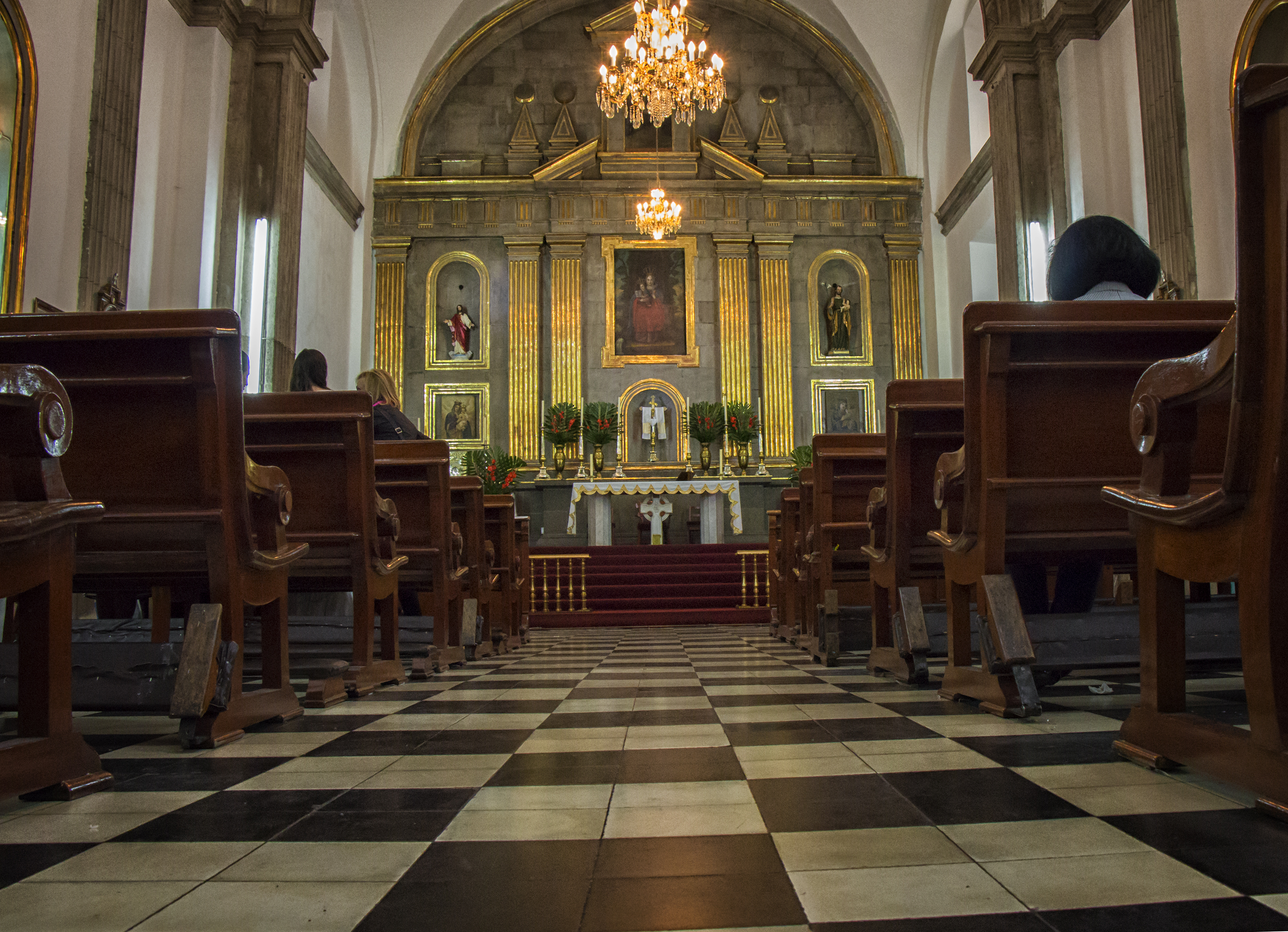
كاتدرائية سيدة فالفانيرا المارونية في مدينة مكسيكو.